# Midžor
Midžor (în sârbă Миџор, pronunțat [mîdʒɔr]) sau Midjur (în bulgară Миджур, pronunțat [miˈd͡ʒur]) este un vârf din Munții Balcani situat în sud-estul Serbiei și nord-vestul Bulgariei, pe linia de frontieră dintre cele două țări. Având o înălțime de 2.169 m, vârful reprezintă punctul de maximă altitudine din Serbia.
Vârful Midjur/Midžor este cel mai înalt vârf din vestul munților Balcani, denumiți în bulgară și sârbă Стара планина, transliterat: Stara planina (pronunțat [ˈstarɐ pɫɐniˈna] în bulgară și [stâːraː planǐna] în sârbă), în traducere „munte vechi”. În antichitate și în Evul Mediu, munții erau cunoscuți sub denumirea tracă Haemus Mons.

## Geografie
Balcanii de Vest reprezintă o secțiune din Bulgaria a munților Balcani care se întinde între Vrășka ciuka (în bulgară Връшка чука), la granița cu Serbia și pasul Arabakonak (în bulgară Арабаконак), având o lungime totală de 190 de kilometri, iar cel mai înalt vârf este Midžor/Midjur. Terenul calcaros al munților Balcani este străbătut de pâraie scurte care formează cascade din tuf calcaros. Există mai multe defilee și chei pe cursul superior al râului Temștița (în sârbă  și bulgară Темштица). Toplodolska (în sârbă Топлодолска река), unul dintre cele cinci pâraie care formează râul Temștița, izvorăște de sub vârful Midžor.
În Serbia, vârful extrem se găsește la nord de satul Topli Dol (în sârbă Топли Дол), situat în zona centrală a secțiunii sârbești a munților Stara Planina, între vârful Tri Ciuki (în sârbă Три Чуке, în bulgară Трите чуки, „Trei vârfuri”, 1.936 m) spre sud-est, situat de asemenea pe linia de frontieră și vârful Babin Zub (în sârbă Бабин зуб, 1.758 m) spre sud-vest. Secțiunea montană care include vârful este voluminoasă, pantele vestice, estice și sudice sunt înierbate și nu foarte abrupte, în timp ce partea de nord este stâncoasă și foarte abruptă.
La poalele vârfului se găsesc izvoarele râurilor Lom (în bulgară река Лом, transliterat: reka Lom), pe partea bulgară și Timoc (în sârbă  și bulgară Тимок, transliterat: Timok), pe partea sârbă. În partea de sud-vest a vârfului se găsește cascada Kaludjerski (în sârbă Калуђерски Скокови, cu alfabet latin: Kaluđerski Skokovi), descoperită abia în anul 2012. Având o înălțime de 232 de metri și o lungime de 404 de metri, este cea mai înaltă cascadă din Serbia.

### Geologie
Din punct de vedere geologic, munții Balcani sunt un lanț de munți de încrețire, formați prin comprimarea și fragmentarea straturilor de rocă, constituiți în principal din ardezie, granit și calcar mezozoic. Pe o scară de timp geologică, sunt o parte destul de tânără și recent formată a lanțului Alpino-Himalayan care se întinde pe cea mai mare parte a Eurasiei. Sedimentele se extind din paleozoic până în cenozoic. 

## Parcul natural Stara planina
Înființat în anul 1997, Parcul natural Stara planina (în sârbă Парк природе Стара планина, cu alfabet latin: Park prirode Stara planina) este situat în estul Serbiei. Stara Planina este un lanț montan care începe de pe versanții vârfului Vrška Čuka (în sârbă Вршка чука, în bulgară Връшка чука, 692 m) și apoi se întinde spre sud-est, de unde se ridică brusc în zona de deasupra orașului Knjaževac, formând un masiv montan înalt care se întinde într-o direcție arcuită nord-vest-sud-est și atinge cea mai mare înălțime în vârful Midžor. Versanții sud-estici sunt situați pe teritoriul Serbiei.

### Climă
Zona se caracterizează printr-o climă submontană-montană moderat-continentală. Trecând de la partea inferioară la cea superioară, temperatura medie scade, iar umiditatea aerului crește. Cu o temperatură medie de 0,5 °C, cea mai rece lună este ianuarie, în timp ce cea mai caldă este iulie, cu o temperatură medie de 22 °C. Precipitațiile medii anuale sunt de 960,5 mm. Cele mai multe precipitații au loc în mai, iar cele mai puține în septembrie.

### Floră
Parcul Natural Stara Planina se caracterizează printr-o diversitate biologică excepțională. În această zonă trăiesc 1.190 de specii de plante, dintre care 115 sunt specii de plante endemice, peste 100 sunt specii protejate și strict protejate și peste 50 sunt specii care se află pe lista florei europene pe cale de dispariție
Parcul natural este o rezervație naturală strictă, cu un număr mare de comunități de plante diverse: pădure, arbuști, luncă, pășune și văi. Pe înălțime se pot observa centuri succesive de vegetație cu anumite specii dominante: stejar, fag, molid și vegetație subalpină de arbuști.
Numeroase specii sunt protejate, printre acestea numărându-se pinul de munte (Pinus mugo), arinul de munte (Alnus viridis), stejarul brumăriu (Quercus pedunculiflora), ruscuța primăvăratică (Adonis vernalis), dedițelul de munte (Pulsatilla montana), bujorul de Kosovo (Paeonia peregrina), arțarul de munte (Acer heldreichii), crinul de pădure (Lilium martagon), orhideea Tresava (Dactylorhiza cordigera), irisul pitic (Iris pumila).

Floră din Parcul Natural Stara Planina
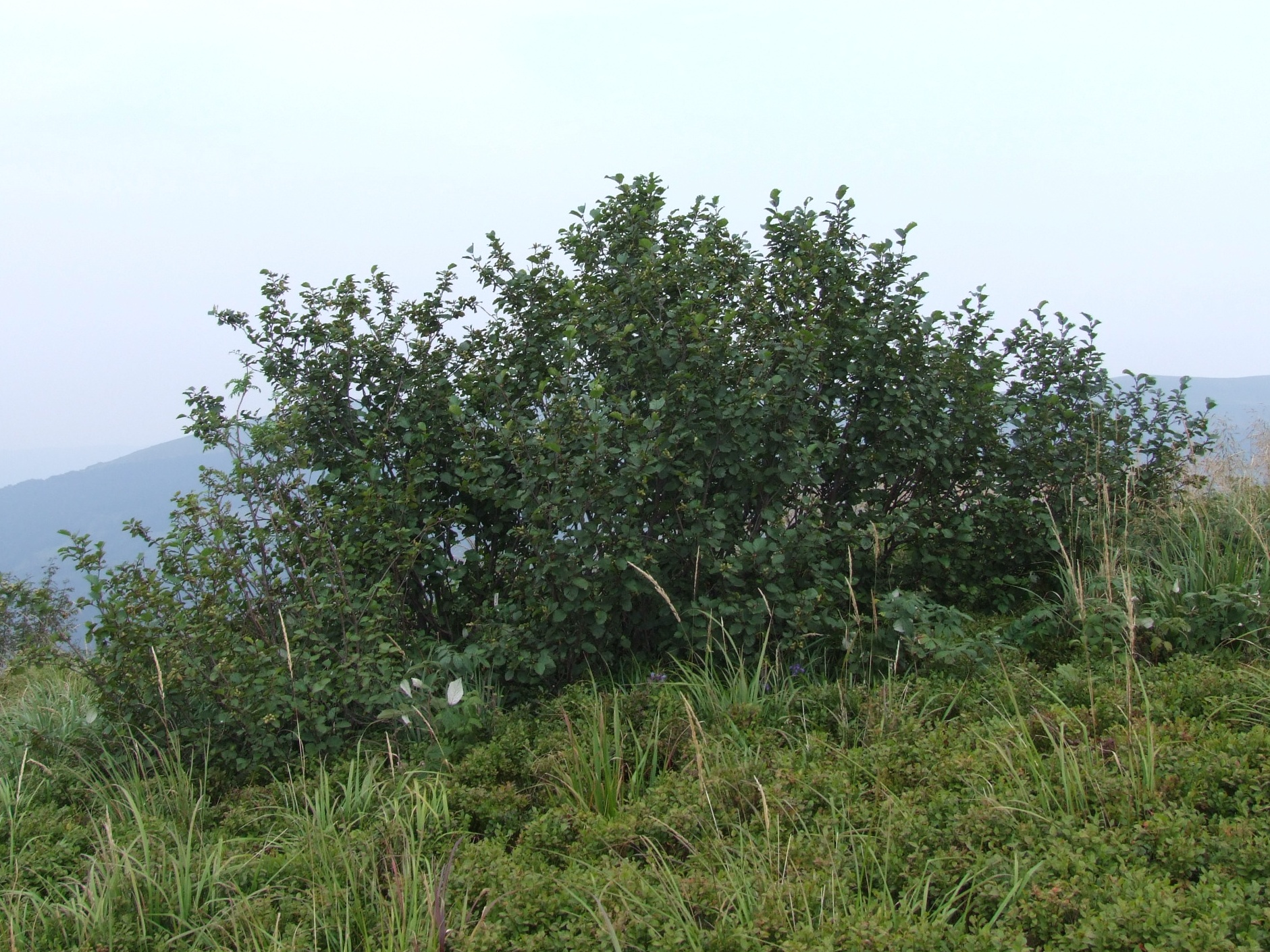
Arin de munte (Alnus viridis)
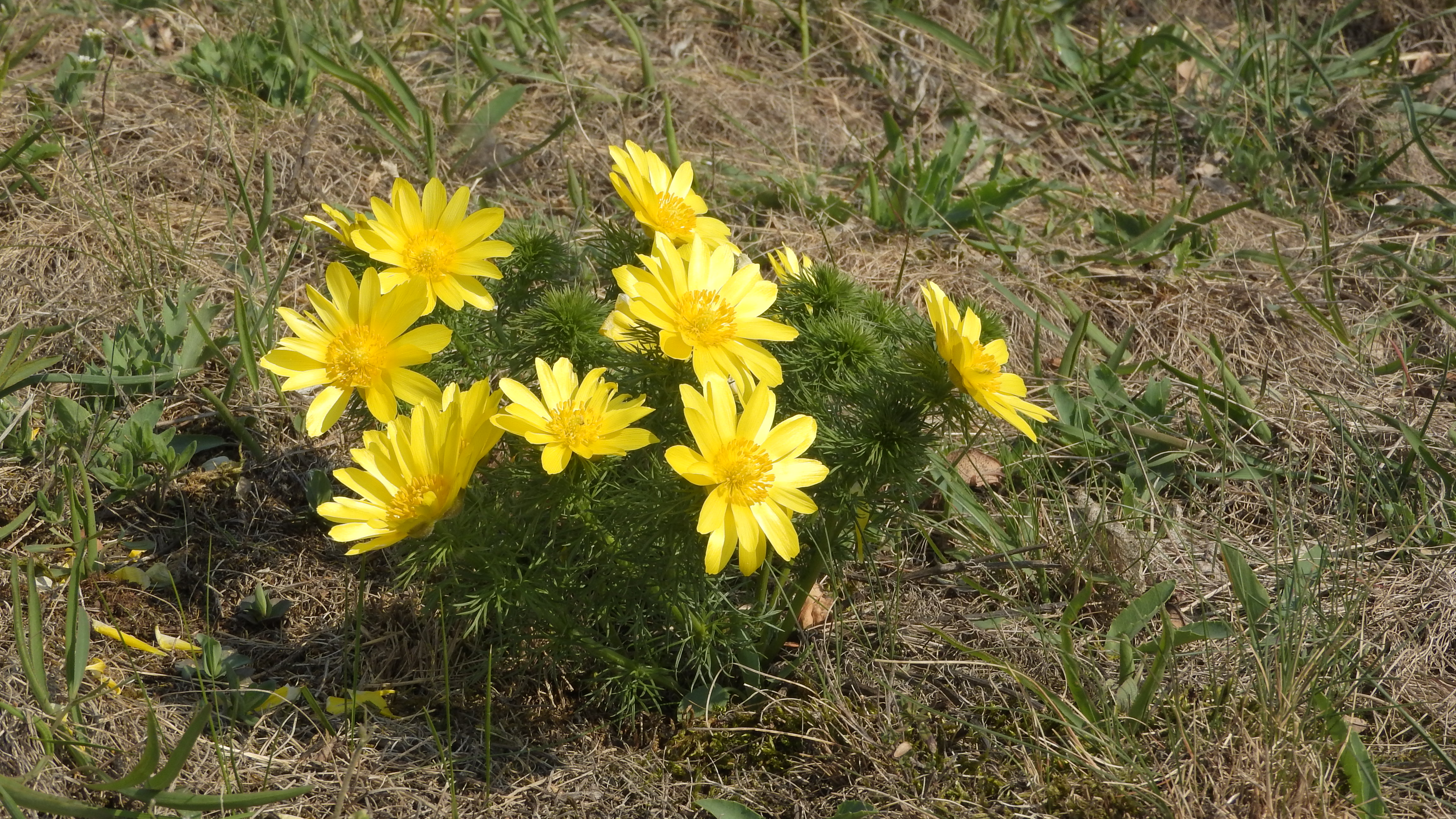
Ruscuță primăvăratică (Adonis vernalis)
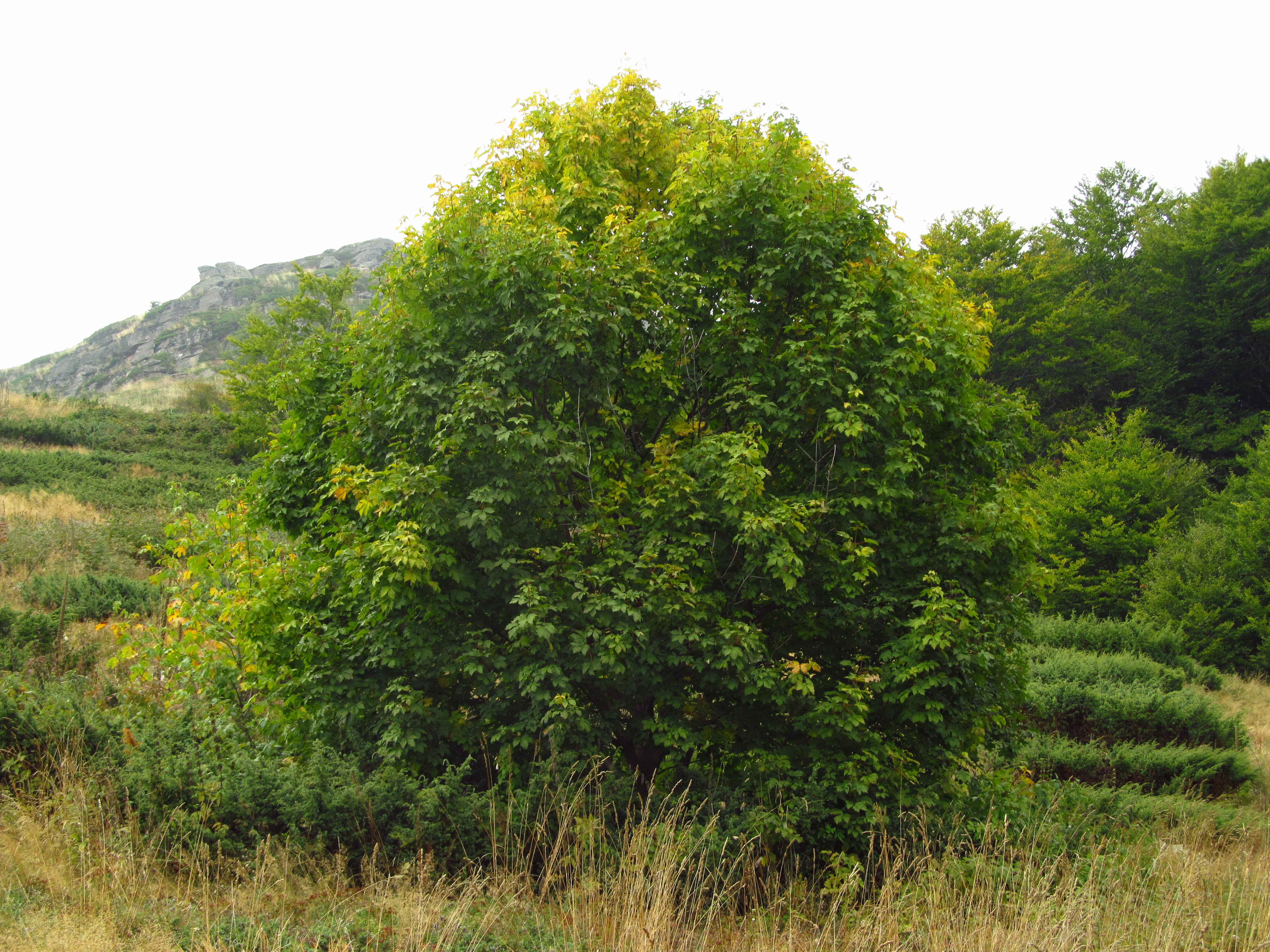
Arțar de munte (Acer heldreichii)
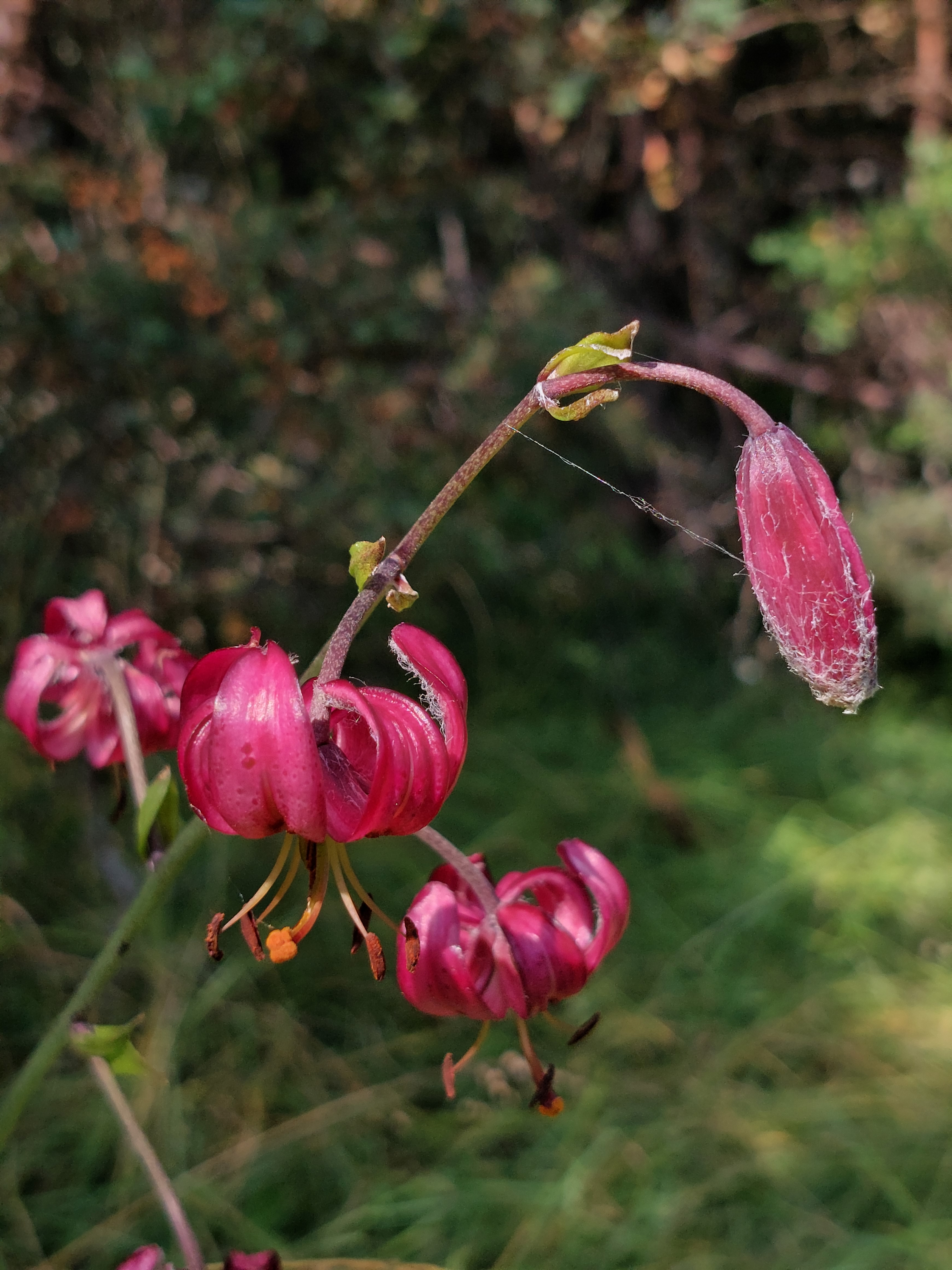
Crin de pădure (Lilium martagon)
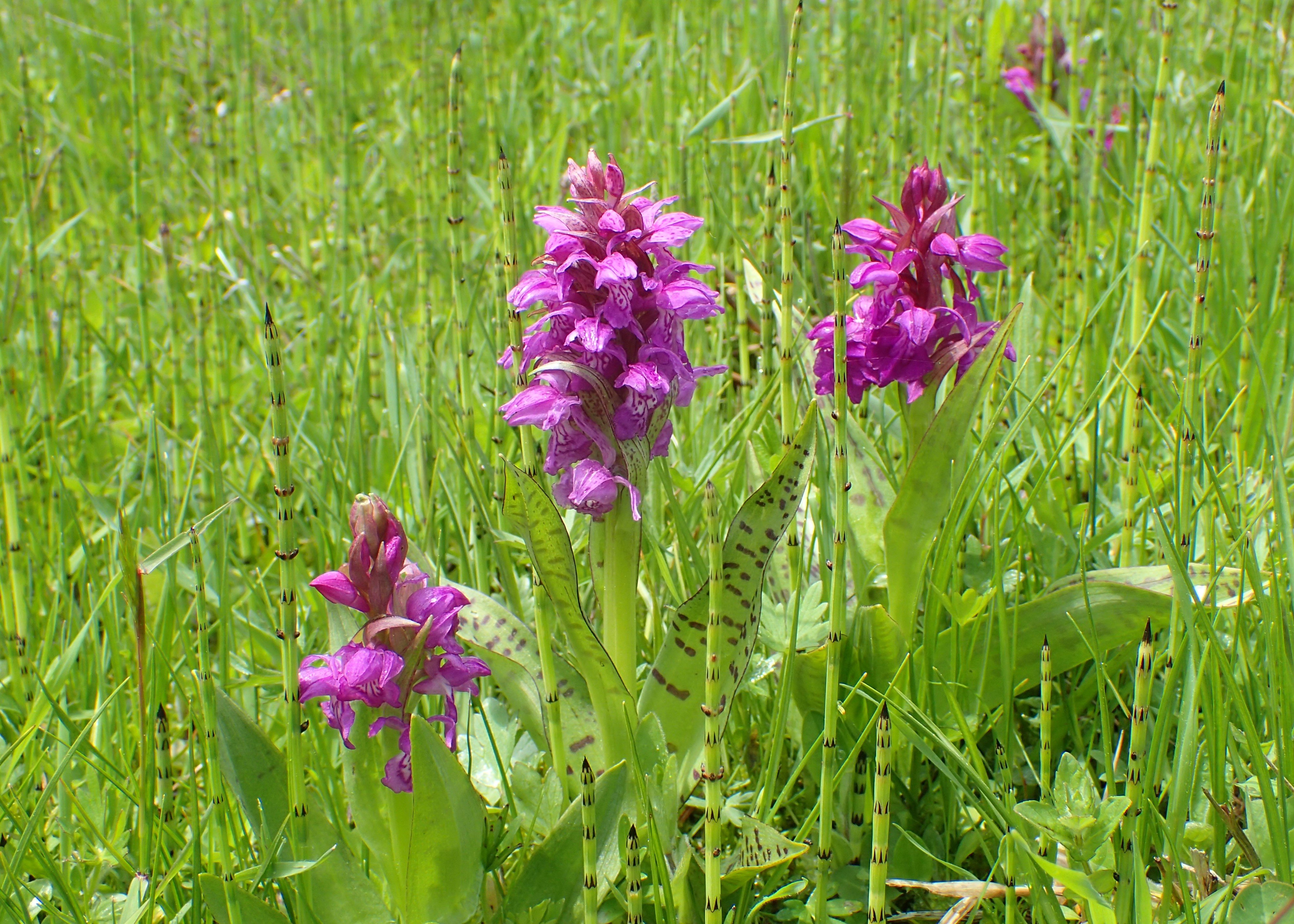
Orhidee Tresava (Dactylorhiza cordigera)
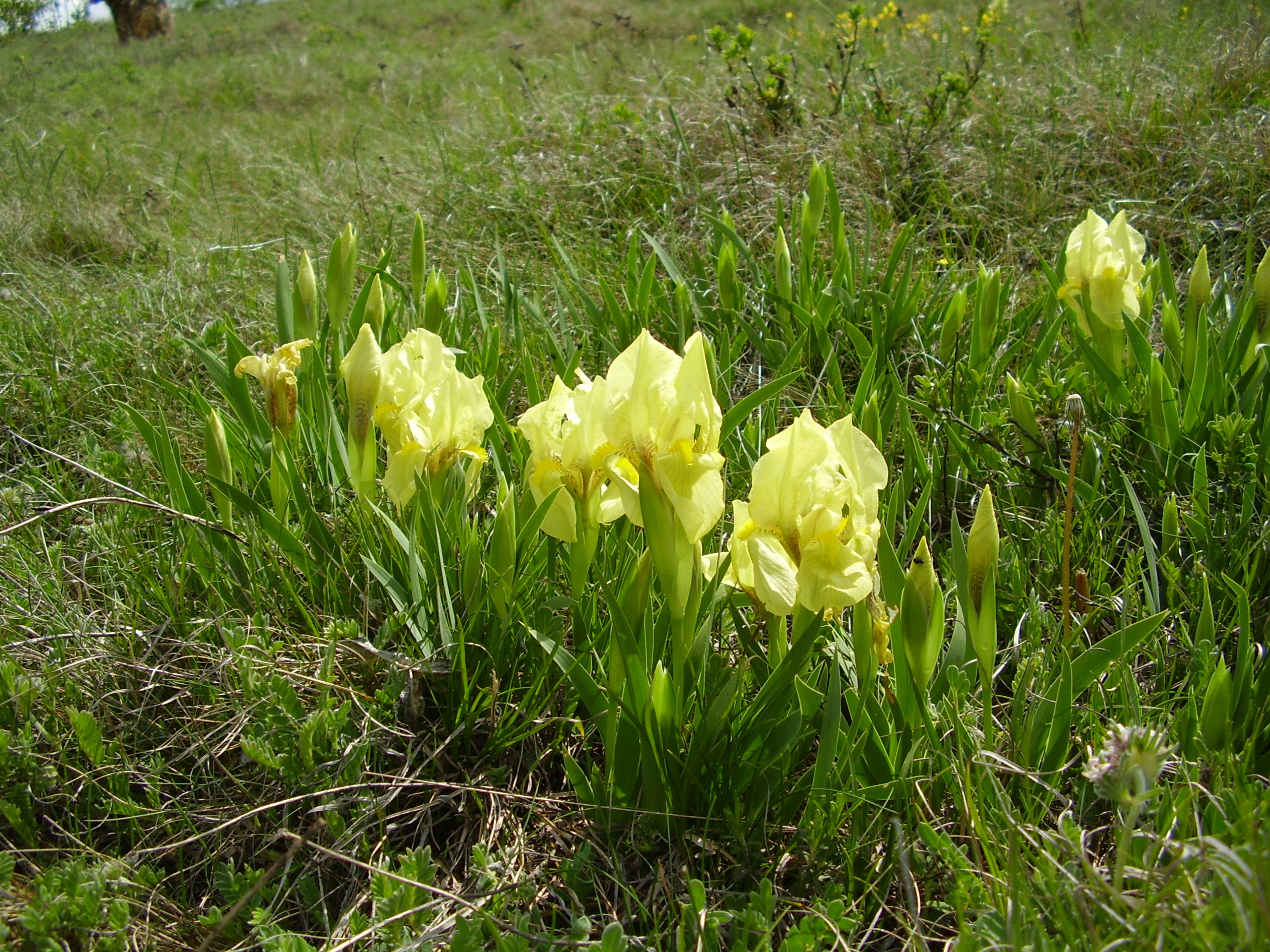
Iris pitic
(Iris pumila)

Printre speciile endemice se numără Campanula calycialata, Swertia perennis, Tozzia alpina carpatica, Senecio pancicci, Soldanella hungarica, Oxyria digyna, Pingicula leptoceras, Drosera rotundifolia, Eranthis hyemalis, Gentiana lutea și Gentiana punctata. Multe dintre acestea sunt înscrise în Cartea Roșie a florei Serbiei.

Specii endemice din Parcul Natural Stara Planina
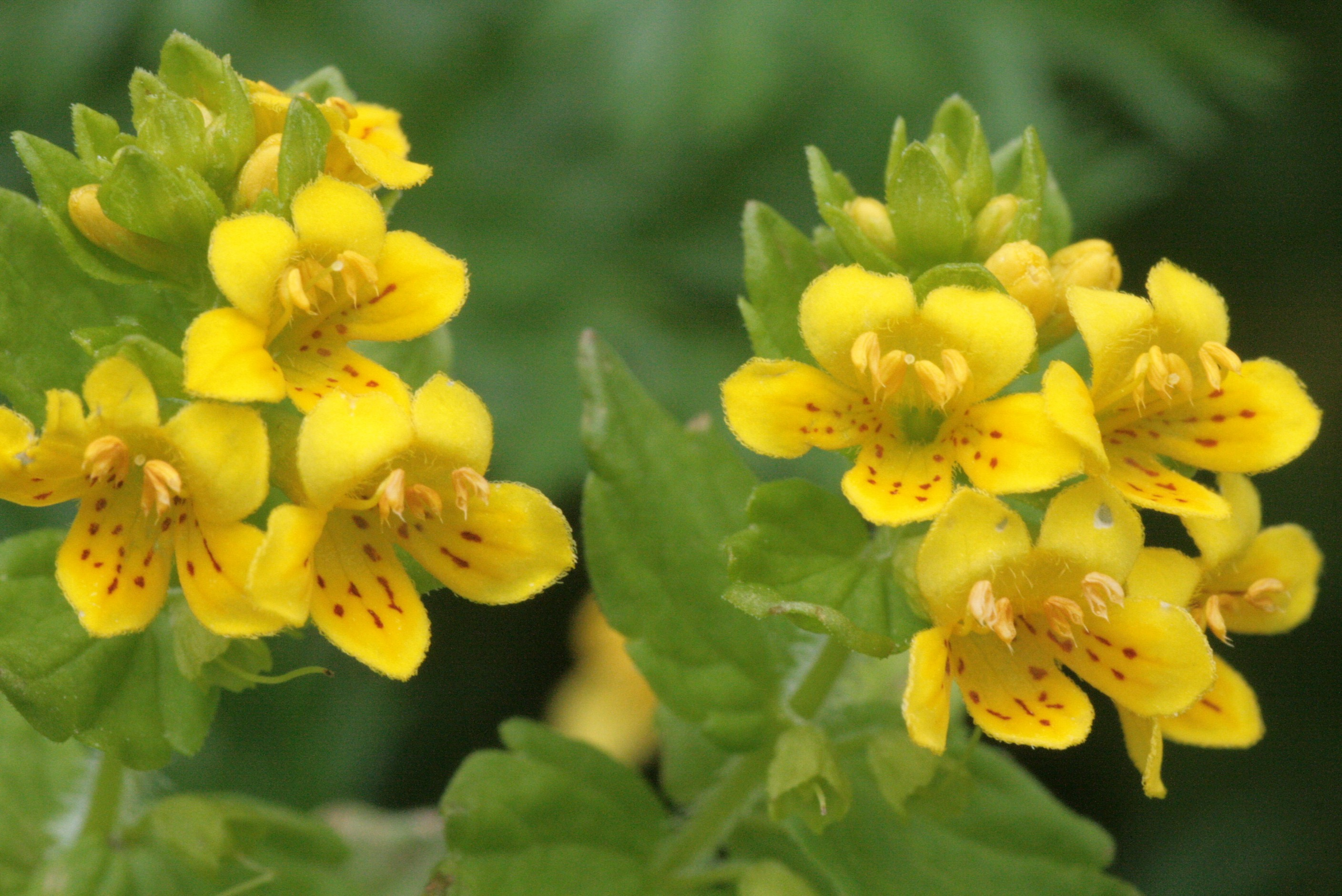
Tozzia alpina
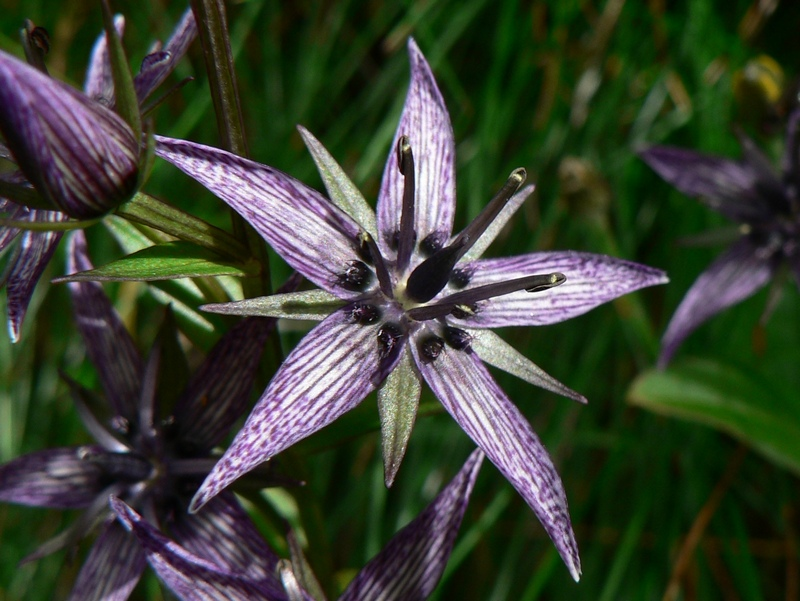
Swertia perennis
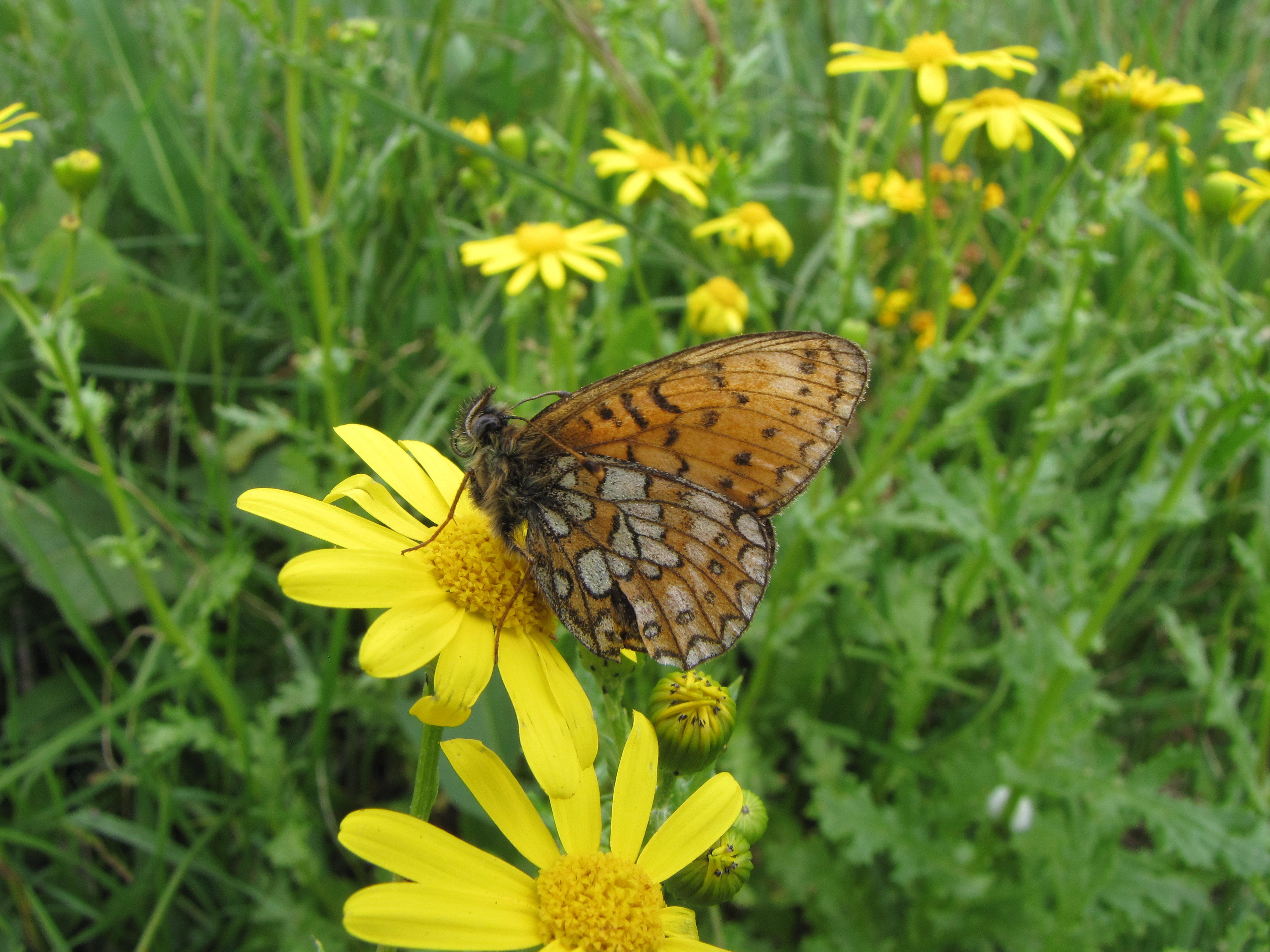
Senecio pancicci
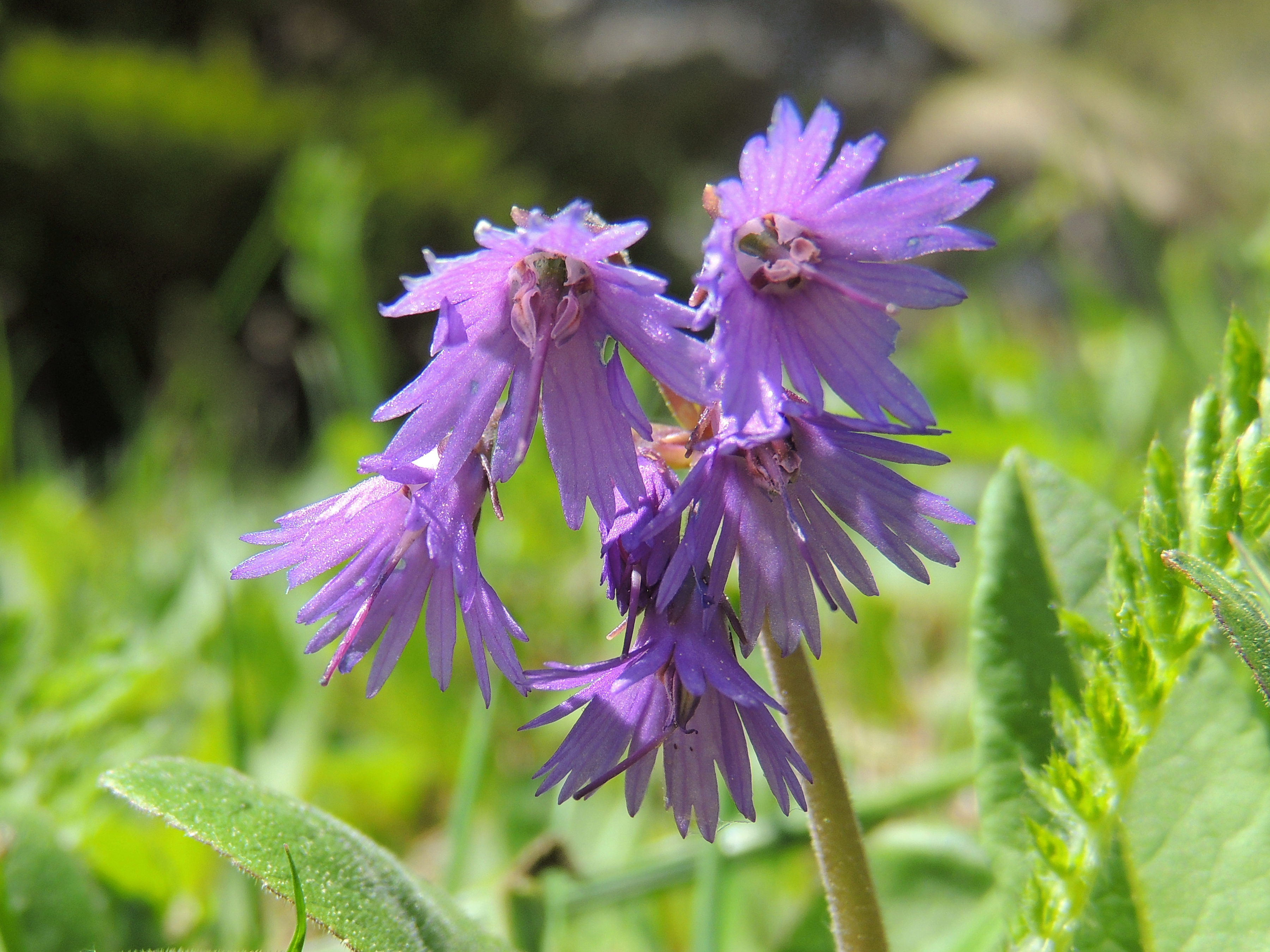
Soldanella hungarica
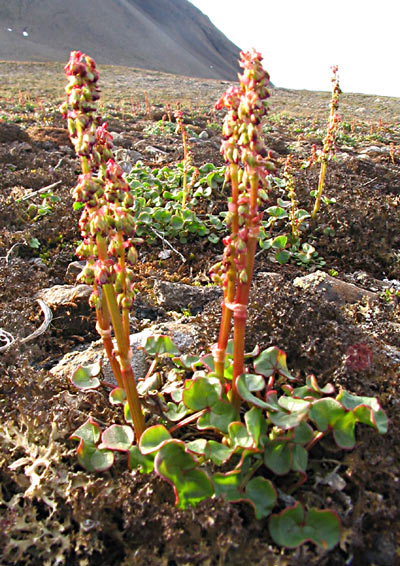
Oxyria digyna
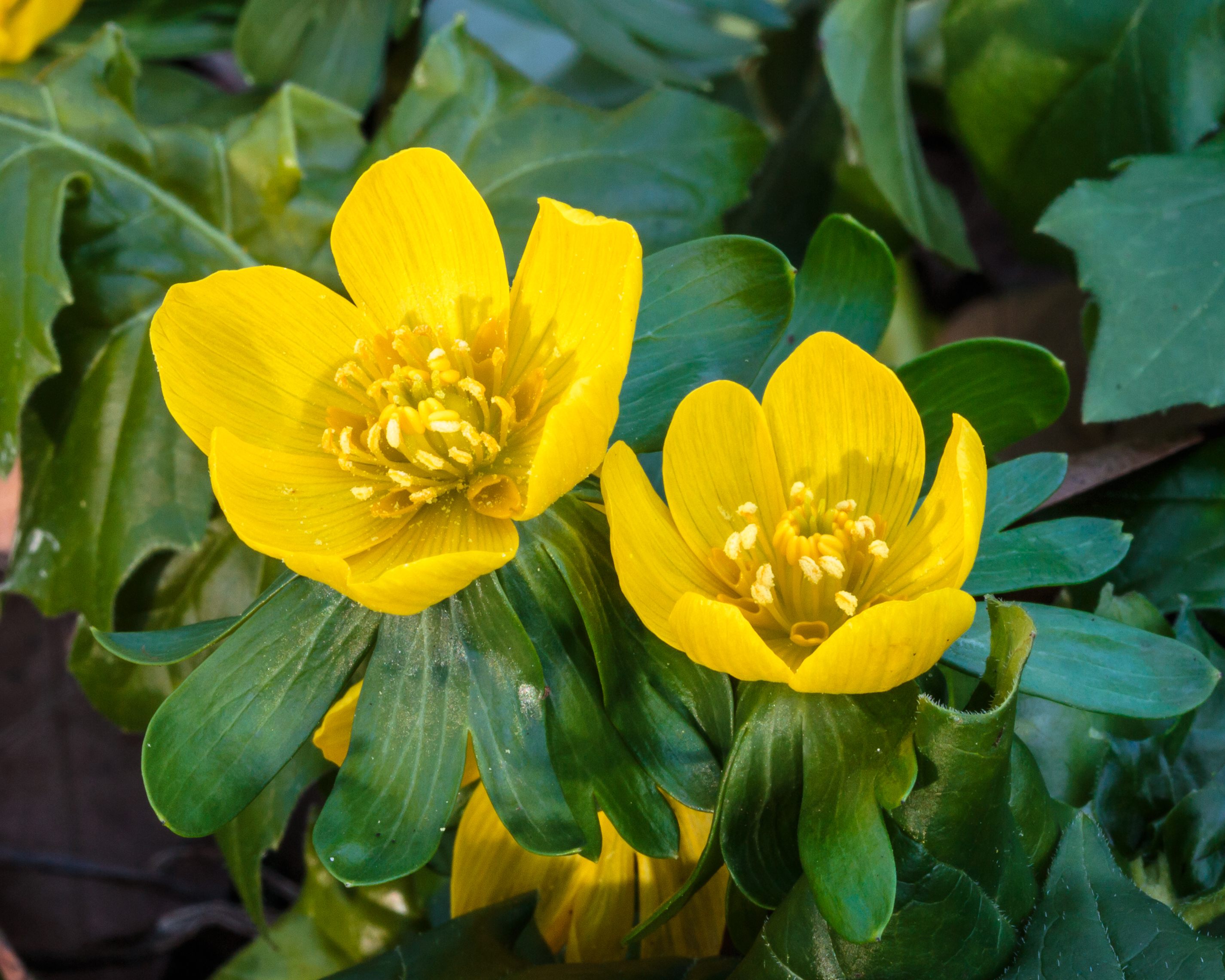
Eranthis hyemalis

Pe versanții lanțului montan Stara Planina se găsesc și numeroase specii de plante medicinale precum ienupăr (Juniperus communis), popilnic (Asarum europaeum), rostopască (Chellidonium majus), săpunăriță (Saponaria officinalis), osul iepurelui (Ononis spinosa), crușin (Frangula alnus), vâsc european (Viscum album), angelică de pădure (Angelica sylvestris), ghințură galbenă (Gentiana lutea), coada calului (Equisetum arvense) și multe altele.
Dintre arbuștii care produc fructe de pădure, în pădurile de conifere se întâlnesc frecvent afinul (Vaccinium myrtillus) și merișorul (Vaccinium vitis-idaea), iar în pădurile de fag se găsește zmeurul (Rubus idaeus).
Printre speciile amenințate se numără cânepița pufoasă (Galeopsis segetum), silnicul (Glechoma hirsuta), levănțica (Lavandula latifolia), puricarița (Persicaria maculosa), măzărichea (Vicia lathyroides), căldărușa (Aquilegia nigricans), măceș de munte (Rosa pendulina), ghiocelul (Galanthus elwesii).

Specii protejate din Parcul Natural Stara Planina
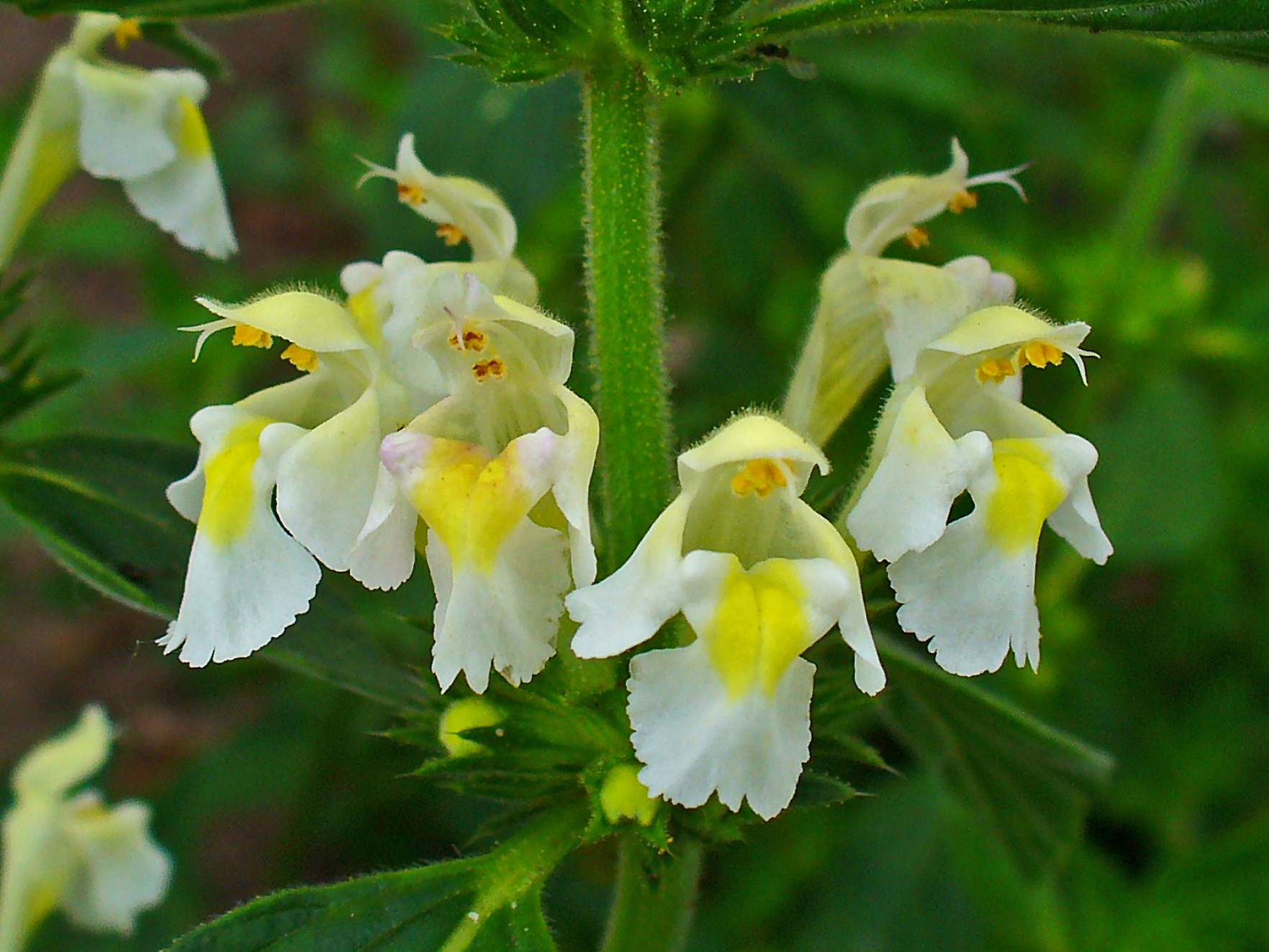
Cânepiță pufoasă (Galeopsis segetum)
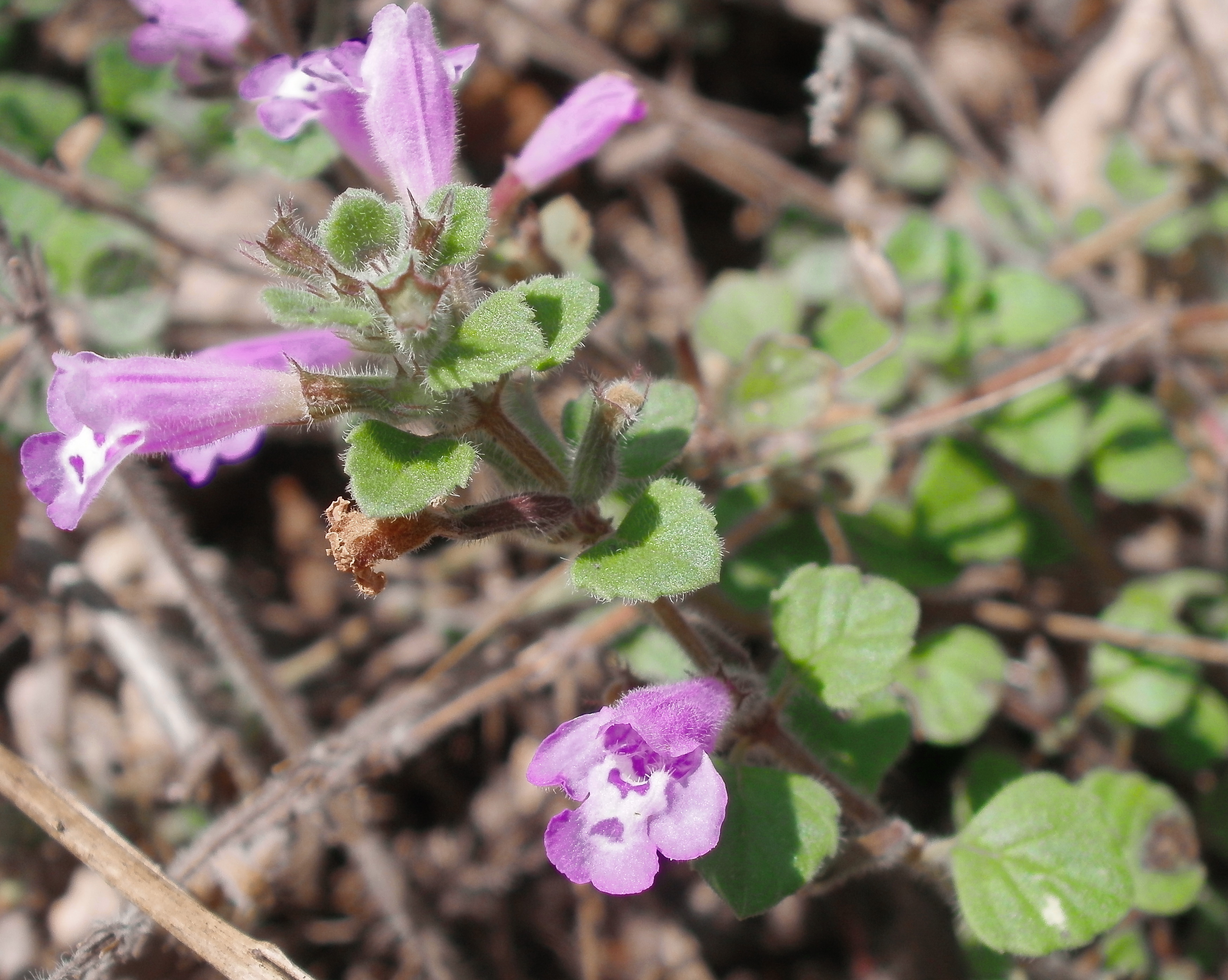
Silnic (Glechoma hirsuta)
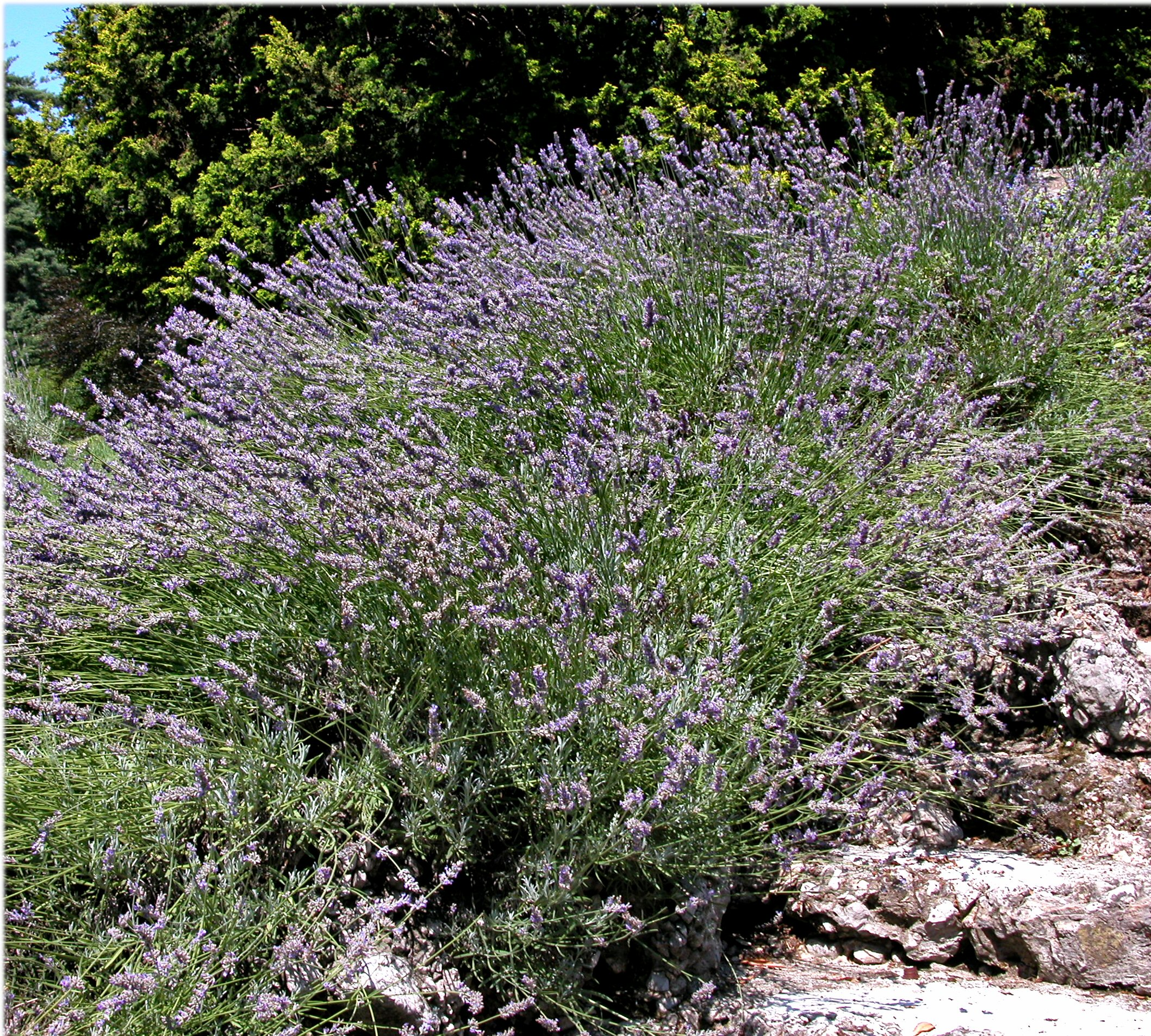
Levănțică (Lavandula latifolia)
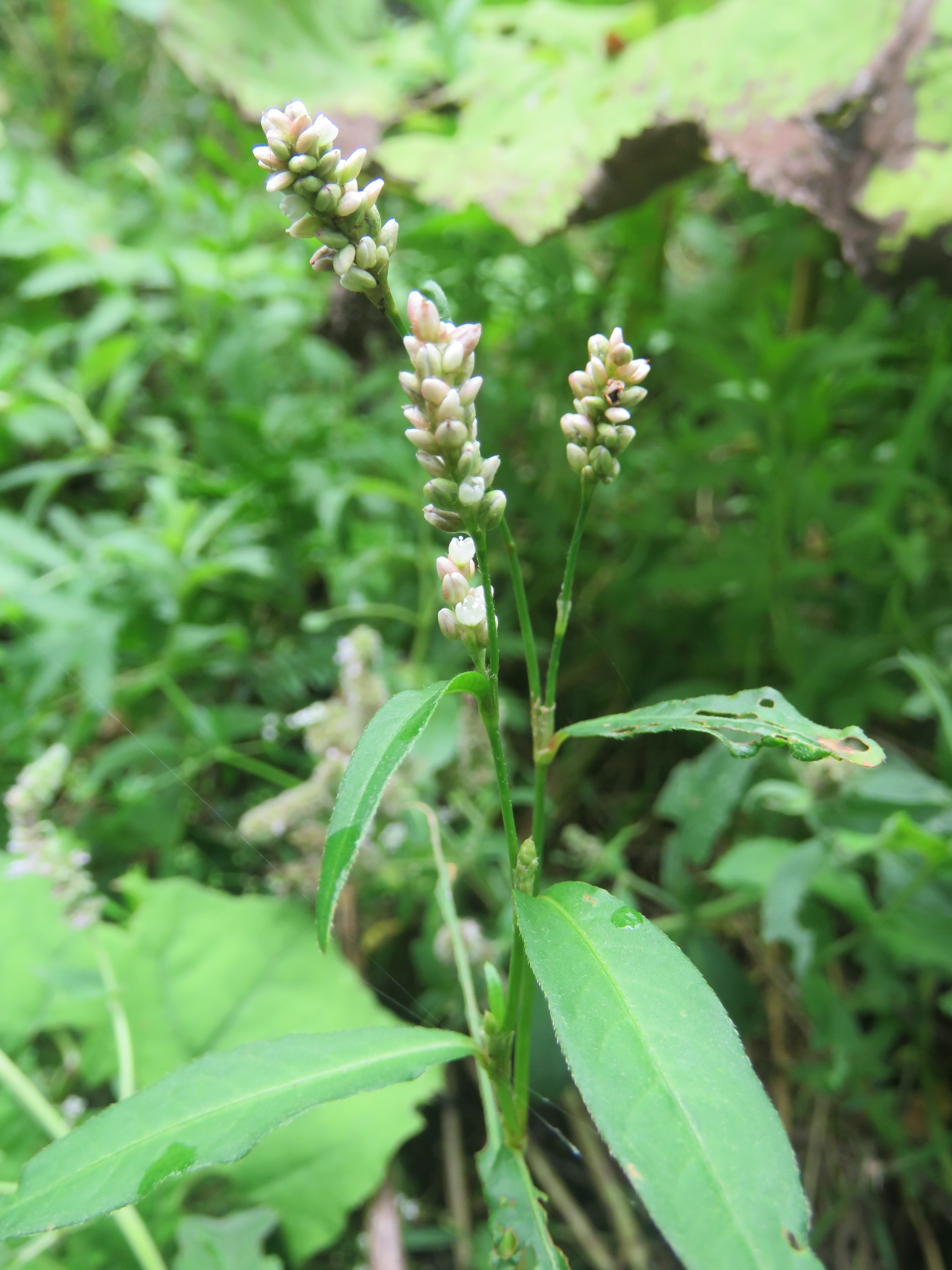
Puricariţă (Persicaria maculosa)
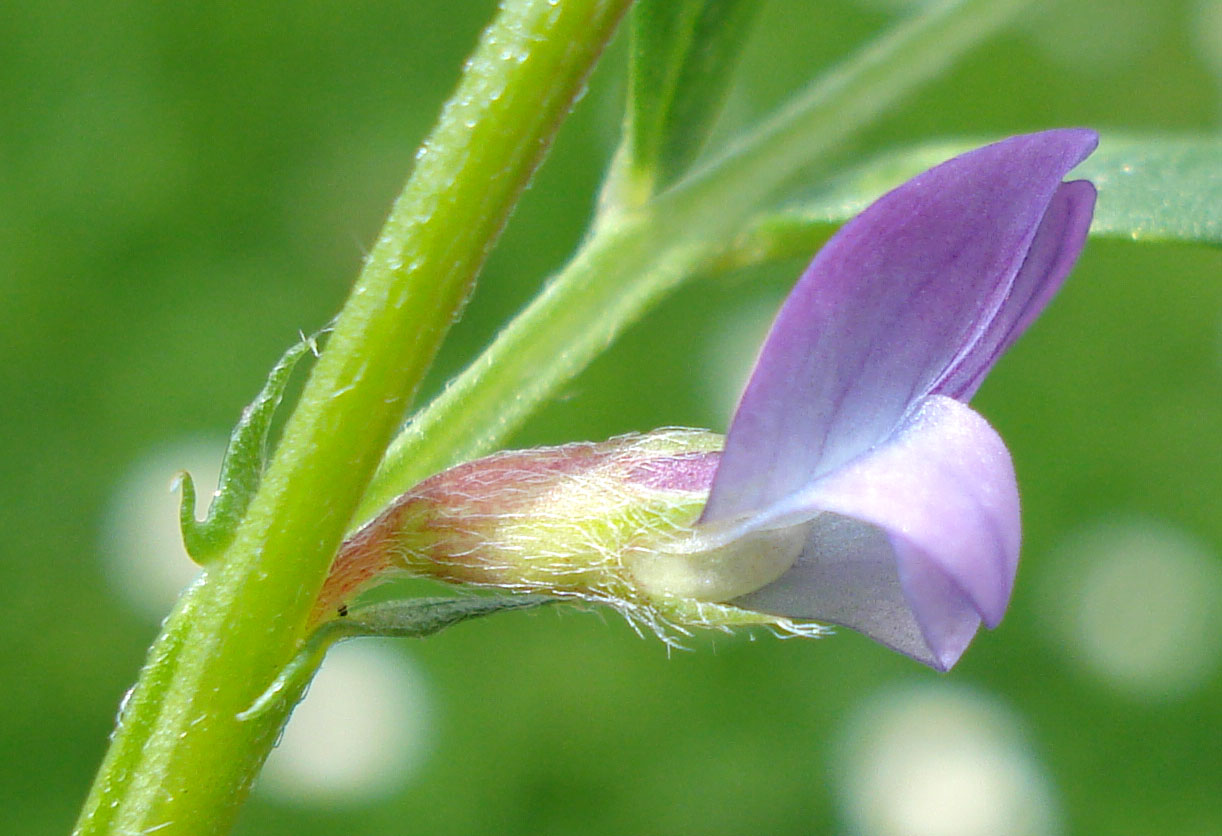
Măzăriche (Vicia lathyroides)
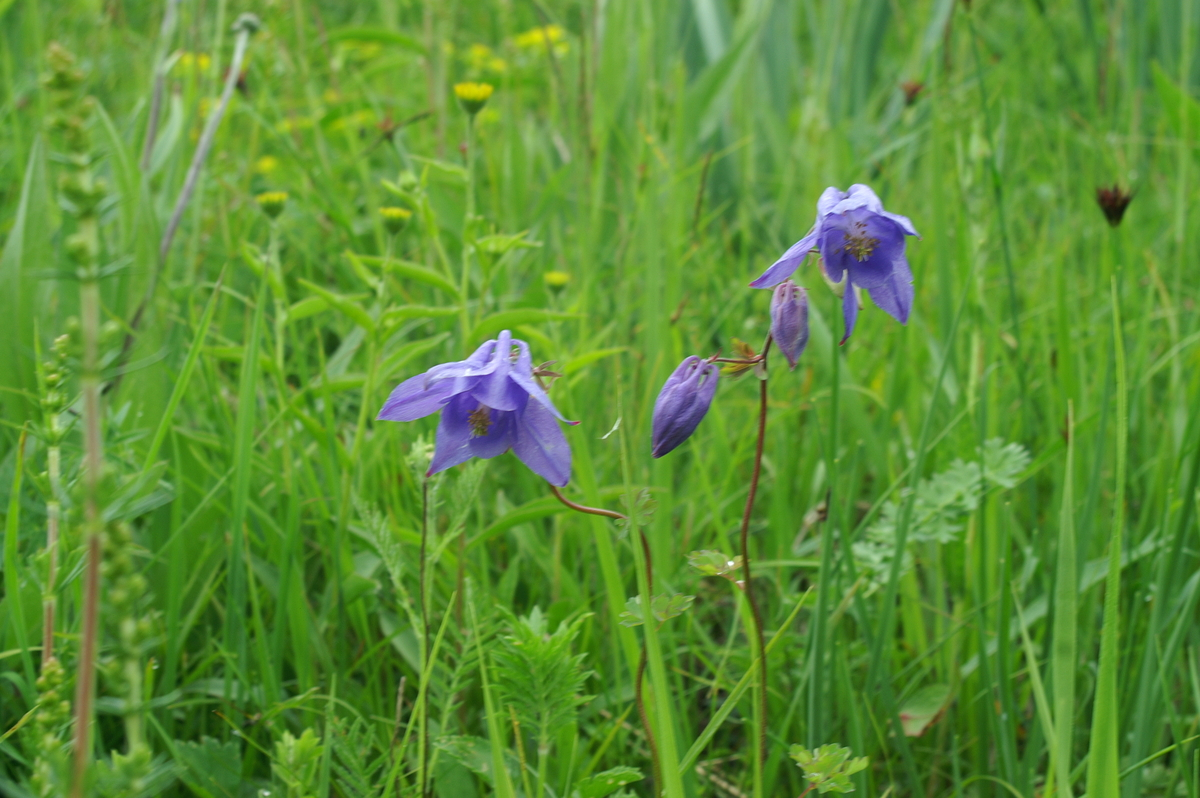
Căldărușă (Aquilegia nigricans)
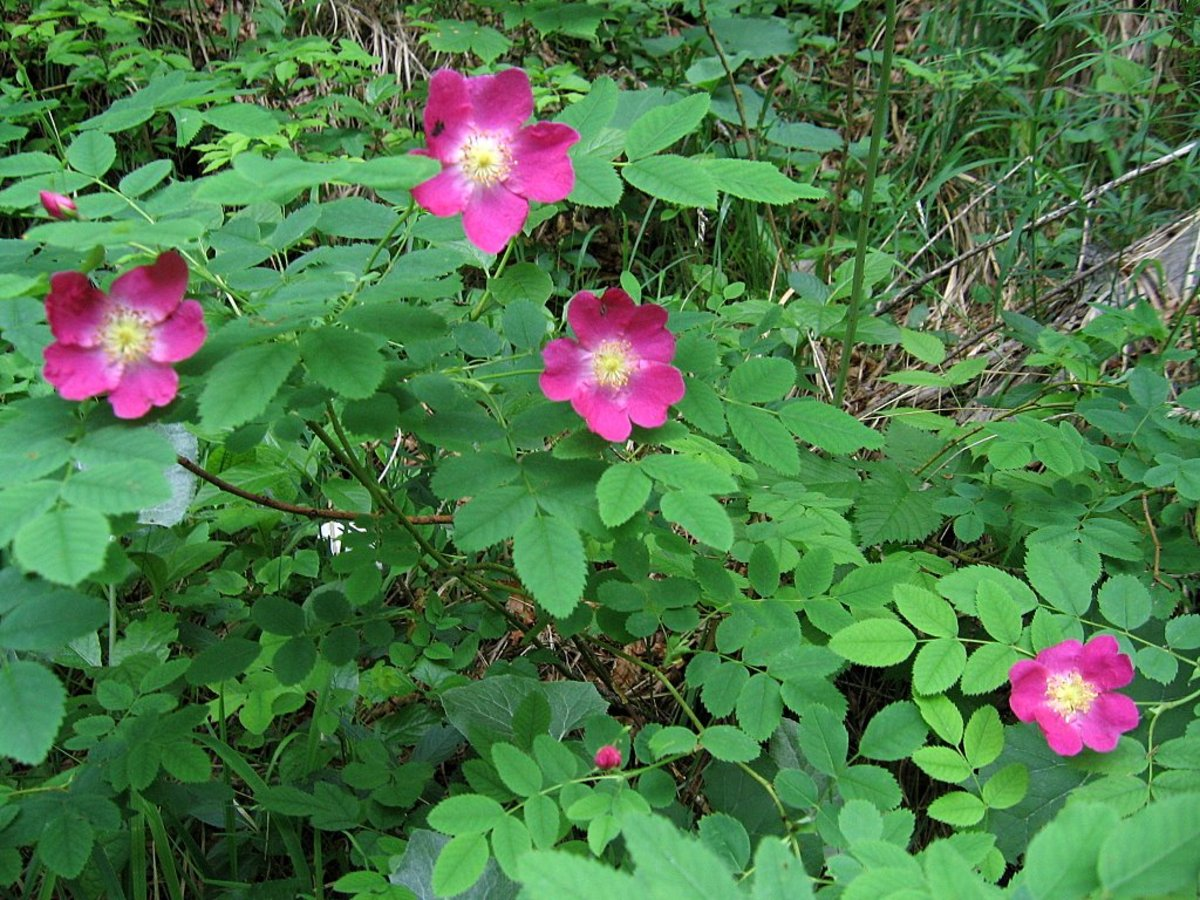
Măceș de munte (Rosa pendulina)
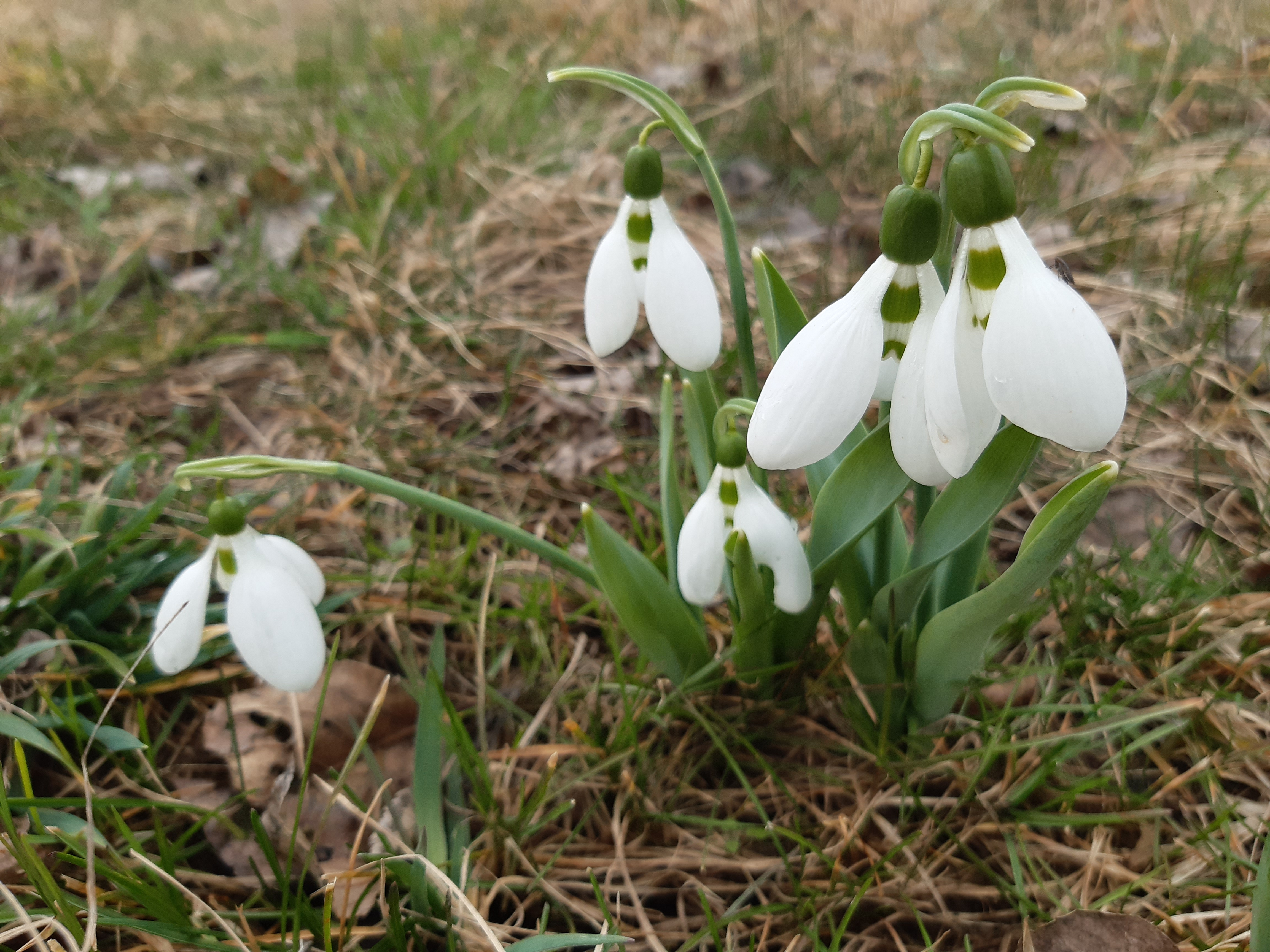
Ghiocel
(Galanthus elwesii)

### Faună
În zona Stara Planina se regăsesc patru biomi, în ale căror habitate există o varietate de faună care urmează o zonare pe verticală, ceea ce se reflectă în bogăția faunei. În zona parcului natural au fost identificate 116 specii de fluturi, dintre care 6 specii reprezintă relicve glaciare, 6 specii de amfibieni, 12 specii de reptile și 26 specii de pești, 30 de specii de mamifere, dar și numeroase specii de păsări. Parcul natural Stara planina este inclus în registrul ariilor protejate de importanță internațională pentru păsările din Europa (International Birds Areas).
Întreaga zonă Stara Planina reprezintă o regiune preferată de păsări, reprezentată de 203 specii printre care se numără minunița (Aegolius funereus) și alte specii de bufnițe, ciocănitoarea cu spatele alb (Dendrocopos leucotos), șorecarul mare (Buteo rufinus), șoimul călător (Falco peregrinus), acvila de munte (Aquila chrysaetos), cocoșul de munte (Tetrao urogallus).
Fauna mamiferelor este reprezentată de 30 de specii, precum popândăul european (Spermophilus citellus), șoarecele de zăpadă (Chionomys nivalis), râsul (Lynx lynx) și ursul brun (Ursus arctos).

Faună din Parcul Natural Stara Planina
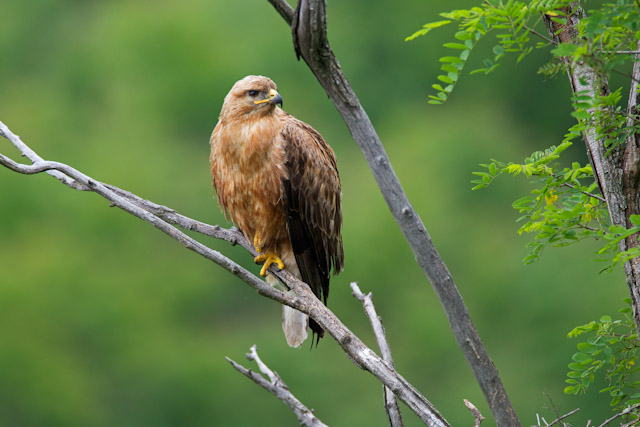
Șorecar mare (Buteo rufinus)
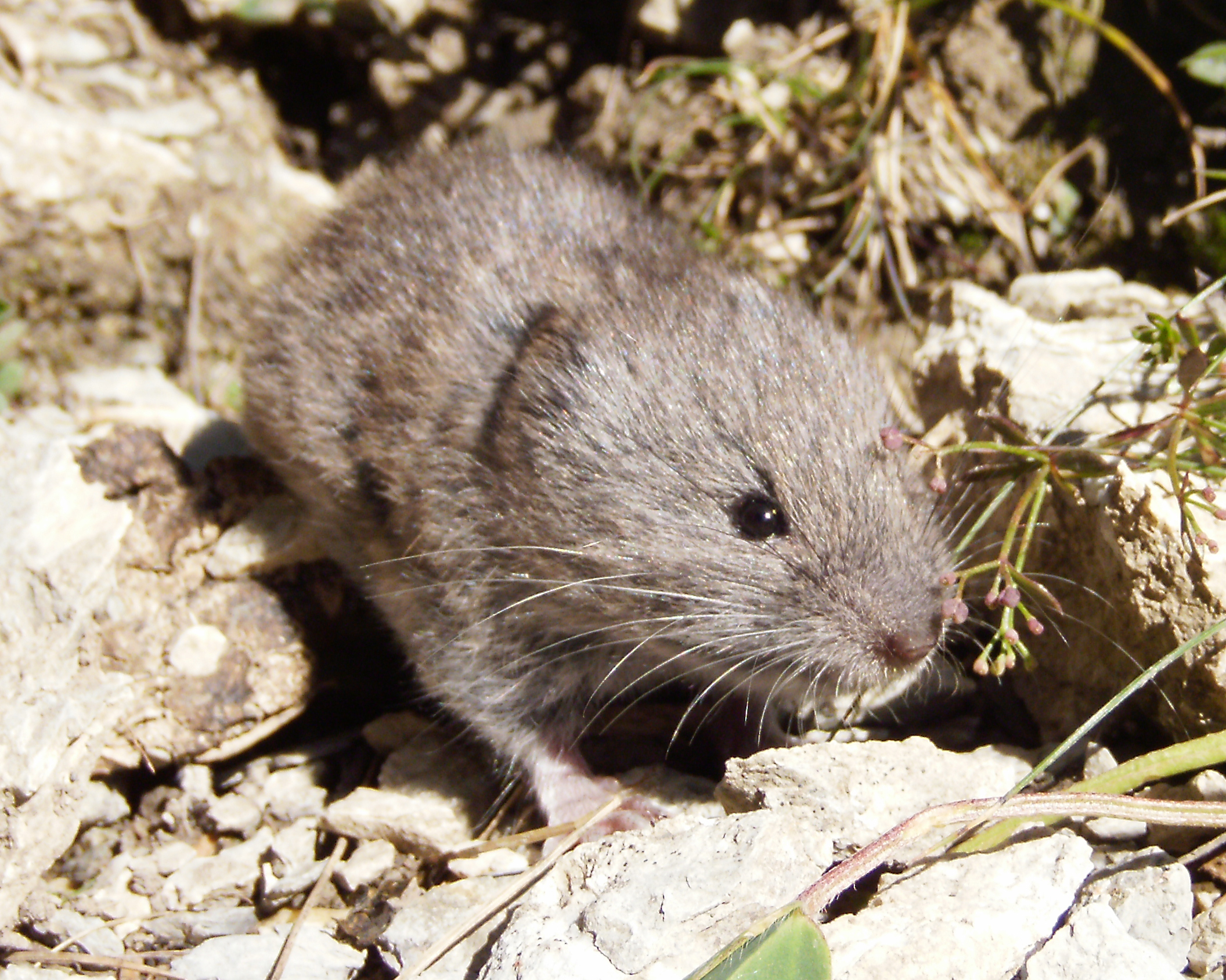
Șoarece de zăpadă (Chionomys nivalis)
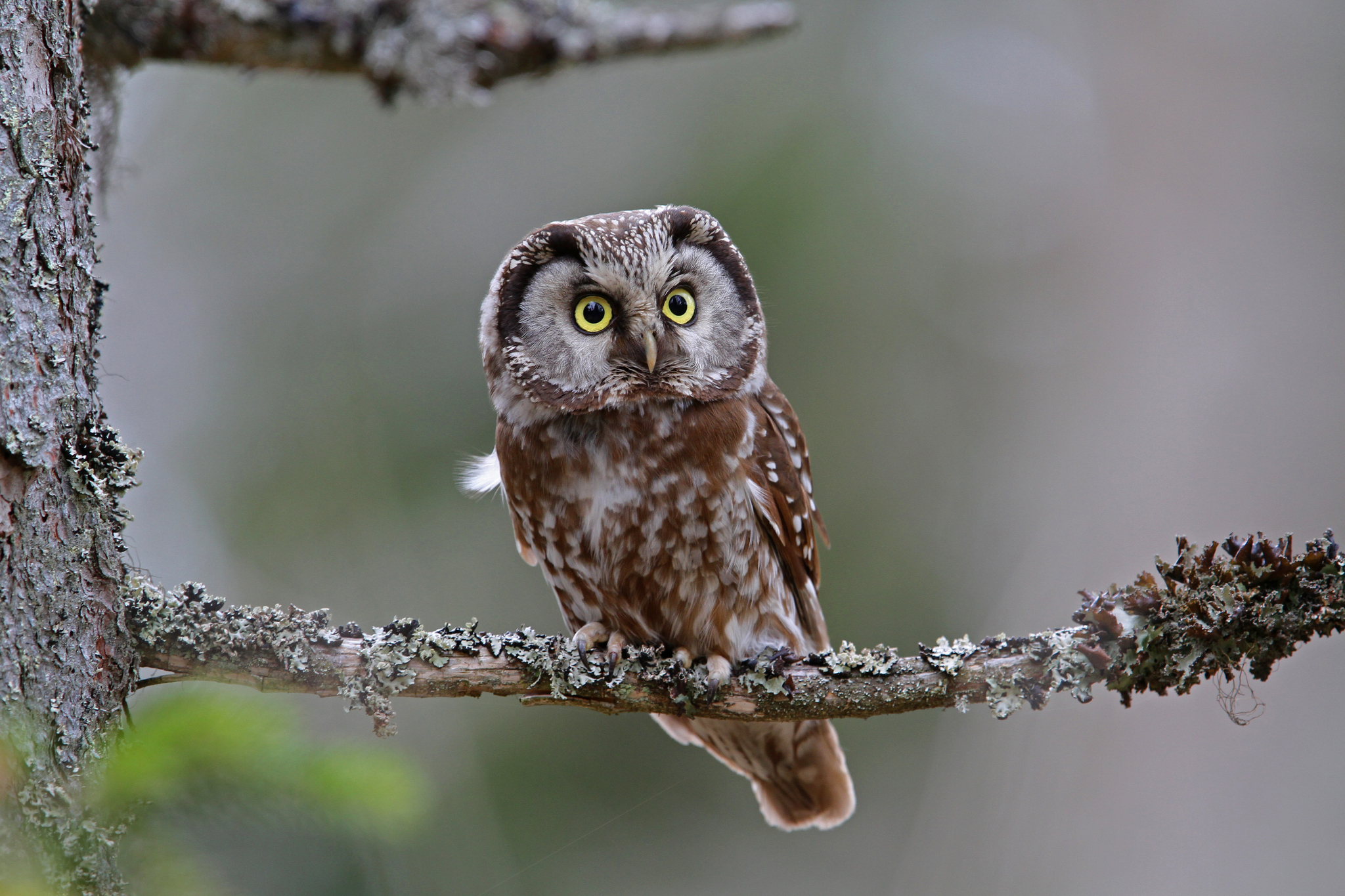
Minuniță (Aegolius funereus)
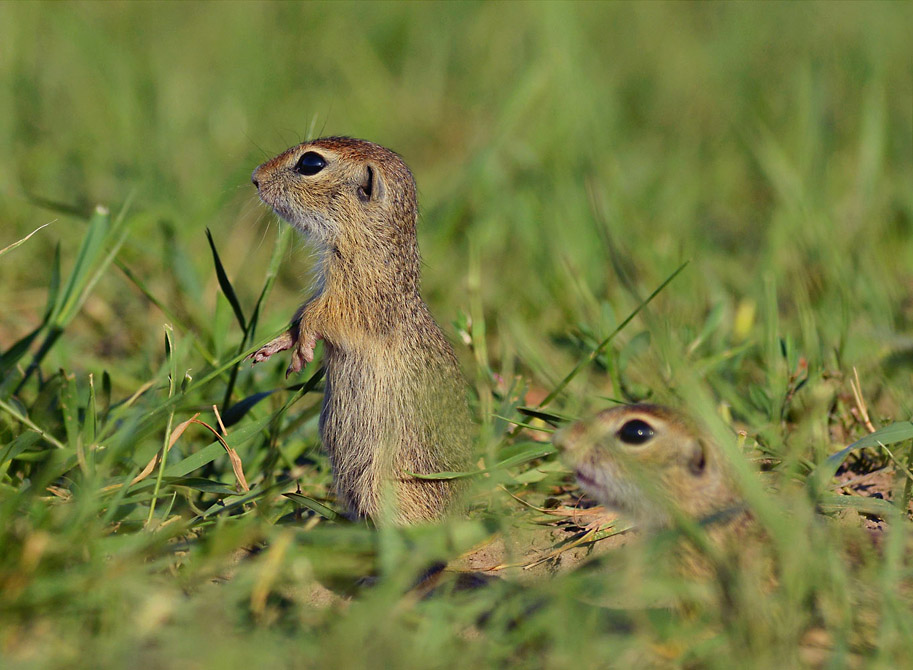
Popândău european (Spermophilus citellus)
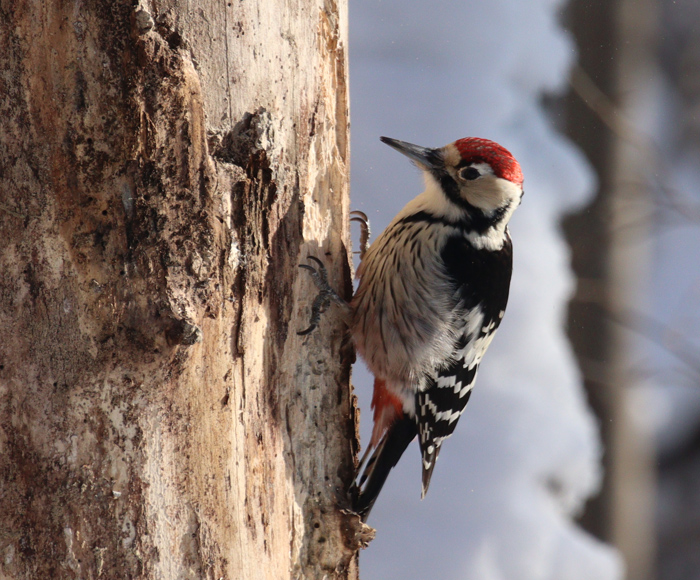
Ciocănitoare cu spatele alb
(Dendrocopos leucotos)

Printre speciile amenințate se numără broasca râioasă verde (Bufotes viridis), vipera comună (Vipera berus), șarpele de stepă (Dolichophis caspius), șarpele de alun (Coronella austriaca), șopârla de pădure (Darevskia praticola) și șoarecele de mișună (Mus spicilegus), dar și iepurele (Lepus europaeus), viezurele (Meles meles), dihorul (Mustela putorius), dihorul pătat (Vormela peregusna), rândunica roșcată (Cecropis daurica) și bizamul (Ondatra zibethicus).

Specii protejate din Parcul Natural Stara Planina
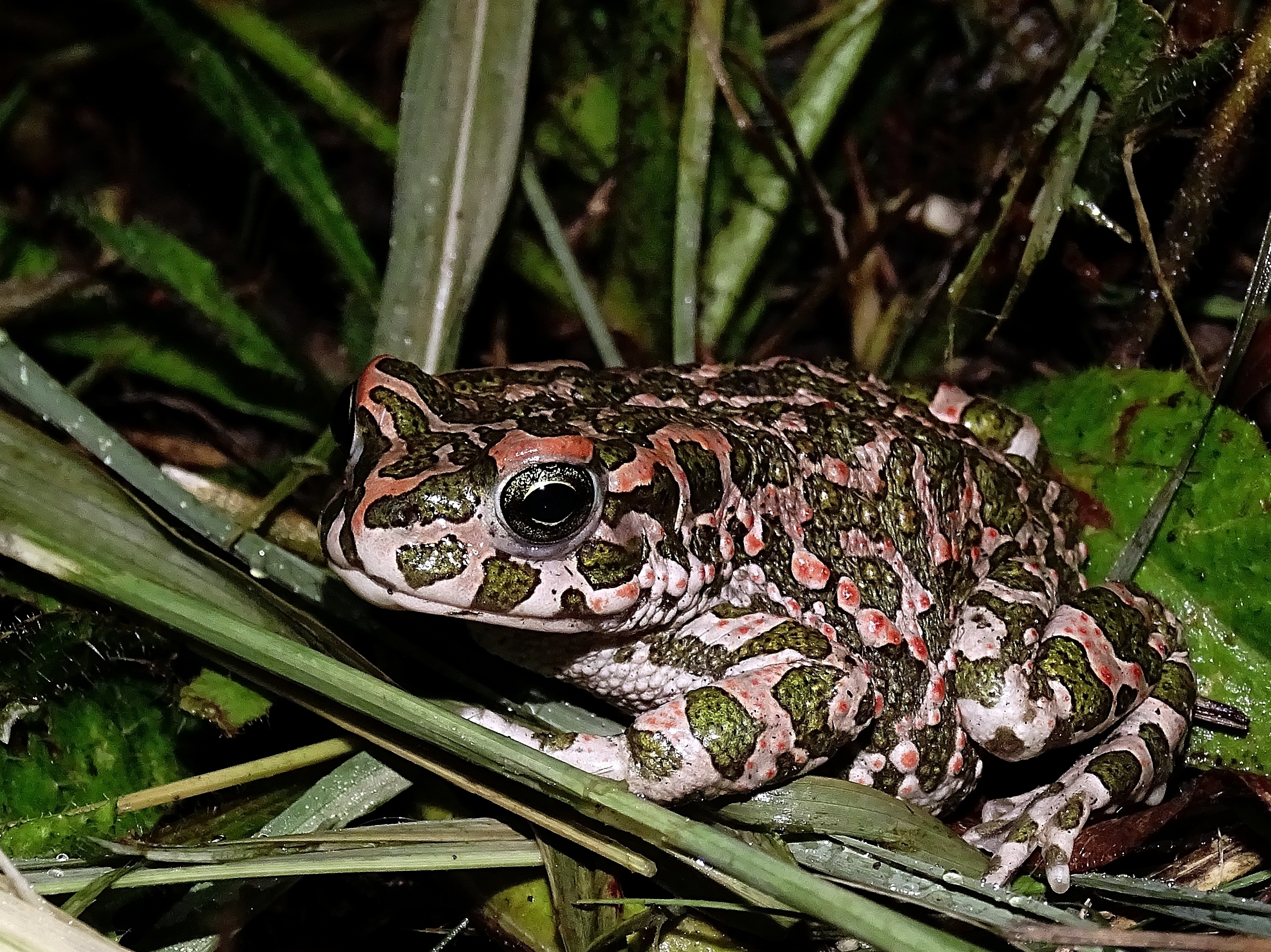
Broască râioasă verde Bufotes viridis
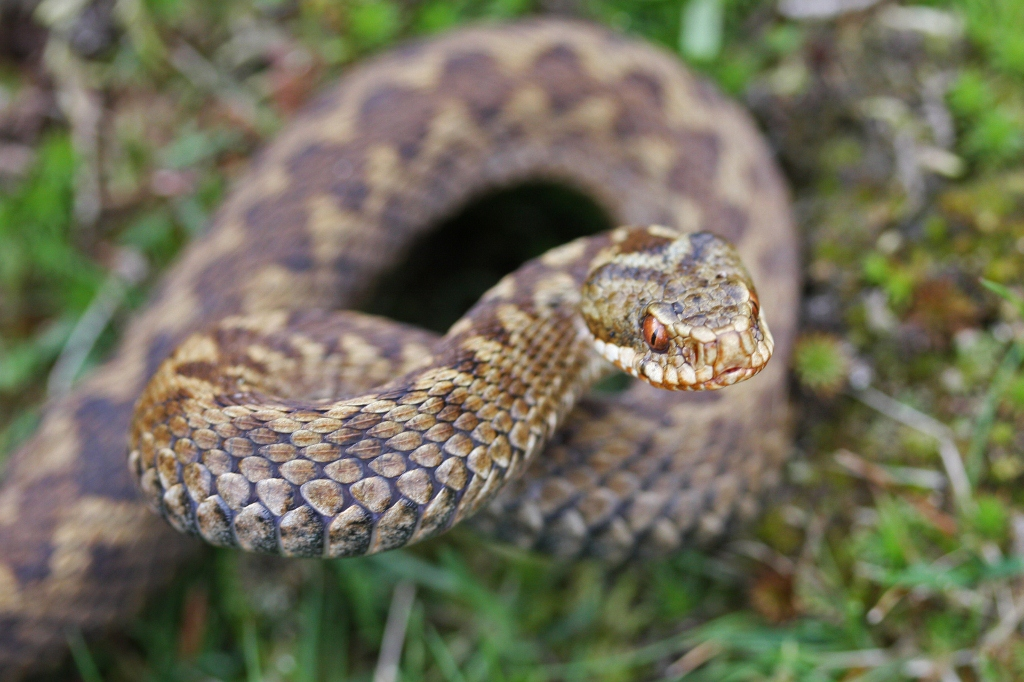
Viperă comună Vipera berus
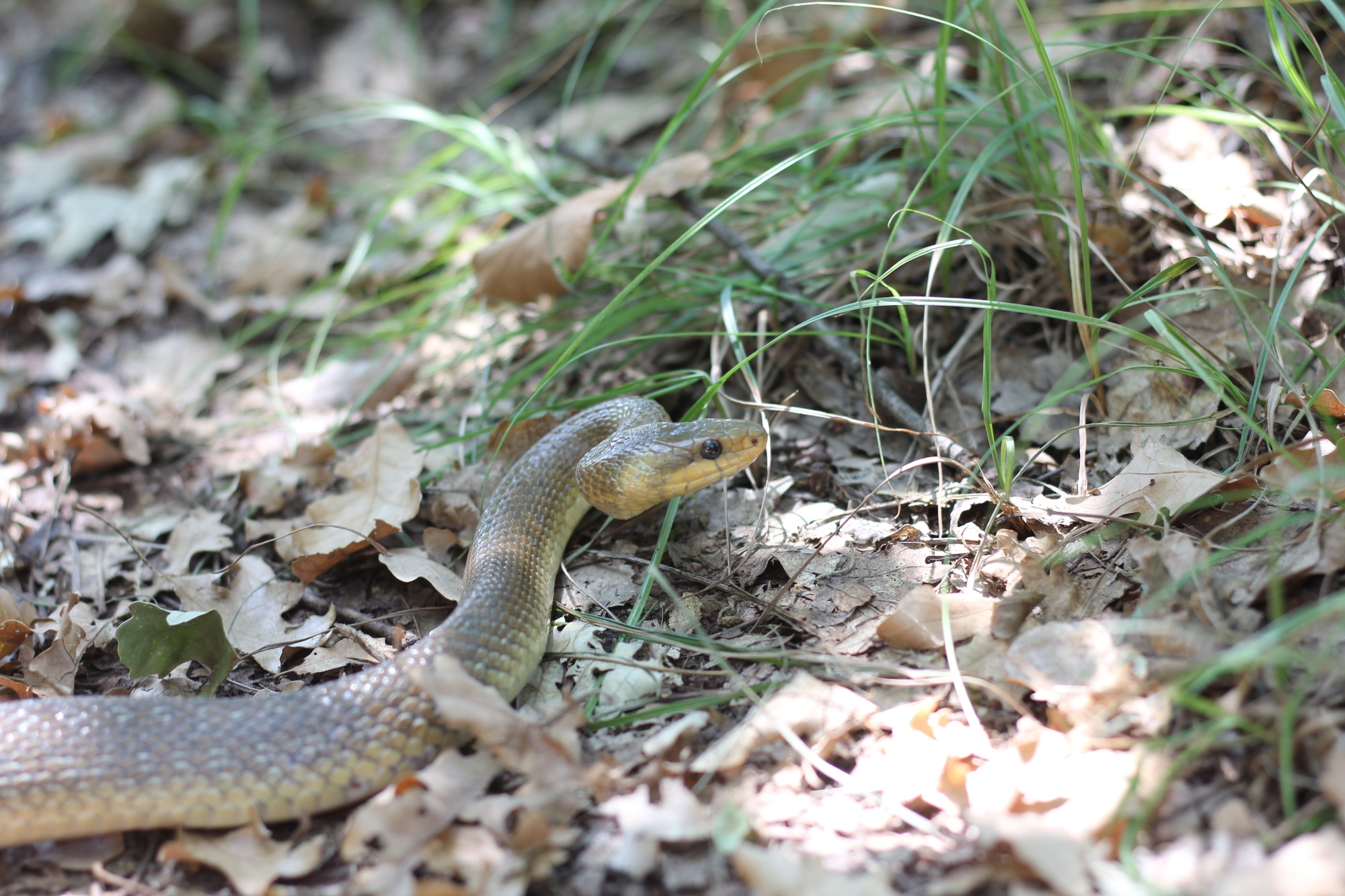
Șarpe de stepă (Dolichophis caspius)
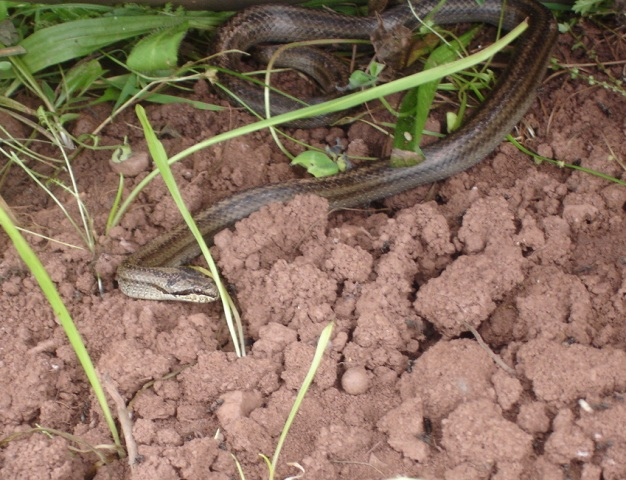
Șarpe de alun (Coronella austriaca)
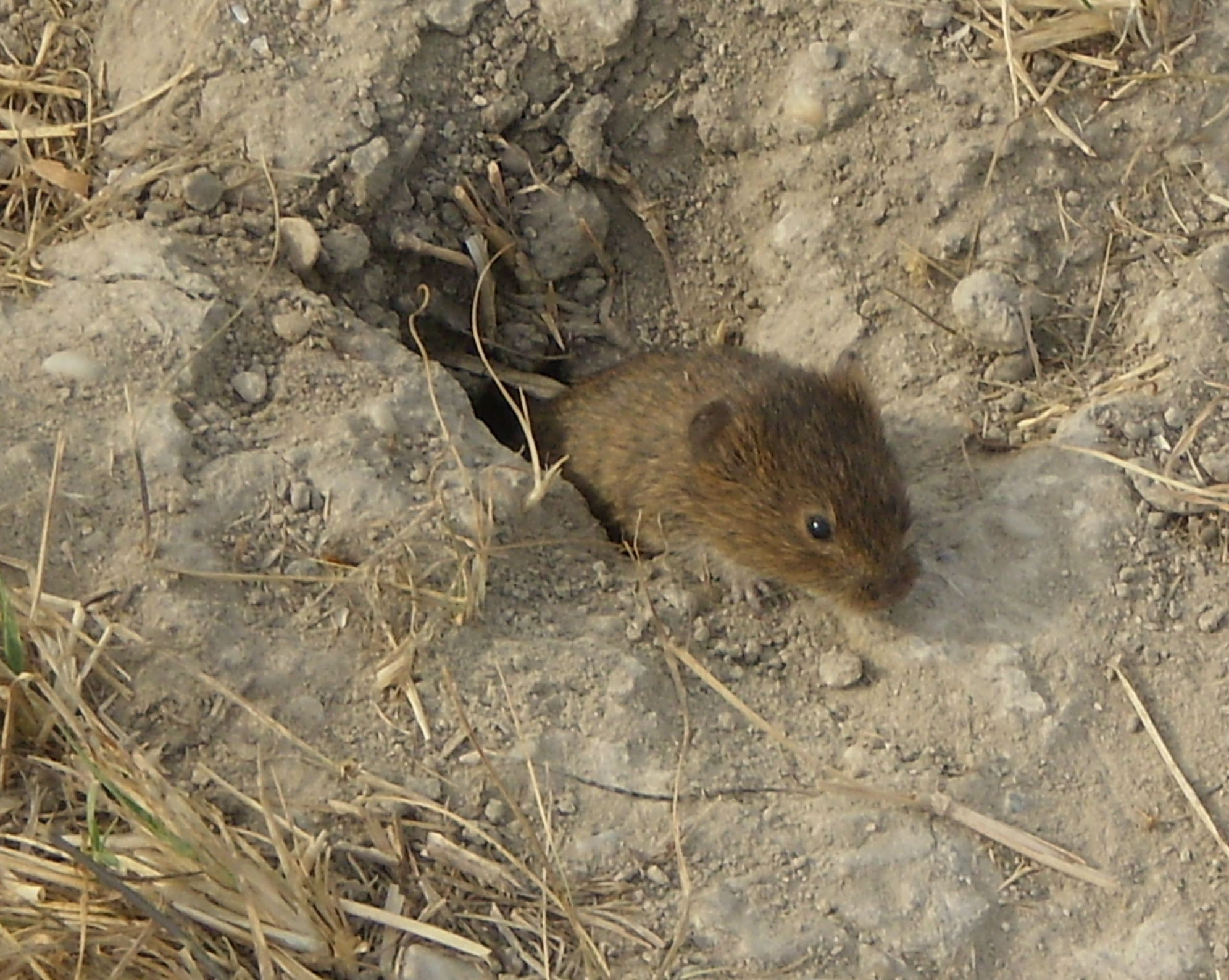
Șoarece de mișună
(Mus spicilegus)

## Aria protejată Balcanii de vest și Prebalcani
Înființată în anul 2008, aria protejată Balcanii de vest și Prebalcani (în bulgară Западна Стара планина и Предбалкан, transliterat: Zapadna Stara planina i Predbalkan) este situată în vestul Bulgariei. Versanții nord-vestici ai Stara Planina sunt situați pe teritoriul Bulgariei.

### Floră
Pe partea bulgară, pădurile acoperă în total 144,85 km2. Fitocenozele sunt dominate de fag (Fagus sylvatica), cer (Quercus cerris), carpen (Carpinus betulus), gorun balcanic (Quercus dalechampii), stejar italian (Quercus frainetto). Există și suprafețe acoperite cu pin negru (Pinus nigra), pin de pădure (Pinus sylvestris), molid (Picea abies) și salcâm (Robinia pseudoacacia). Pădurile se confruntă cu unele amenințări majore, cum ar fi exploatarea forestieră, poluarea și incendiile.
Zona specială de conservare Natura 2000 BG0001040 Zapadna Stara planina i Predbalkan include 40 de habitate specifice, incluse în Directiva Habitat, printre care:
- 91E0 păduri aluviale de arin negru (Alnus glutinosa) și frasin (Fraxinus excelsior) Alno-Padion, Alnion incanae, Salicion albae. Habitatul include specii de sânger (Cornus sanguinea), soc negru (Sambucus nigra), piciorul caprei (Aegopodium podagraria), iarba câmpului (Agrostis stolonifera), urzică (Urtica dioica), gălbioară (Lysimachia nummularia), dar și specii invazive[f] precum salcâm (Robinia pseudoacacia), salcâm mov (Amorpha fruticosa), erigeron anual (Erigeron annuus) și erigeron canadian (Erigeron canadensis),

- 9150 păduri medio-europene de fag (Fagus sylvatica) pe teren calcaros Cephalanthero-Fagion. Habitatul include specii de păducel (Crataegus monogyna), alun (Corylus avellana), drob de munte (Chamaecytisus hirsutus), lemn câinesc (Ligustrum vulgare), cărpiniță (Carpinus orientalis), agrimonia corcită (Aremonia agrimonoides), brei de pădure (Mercurialis perennis), spânz verde (Helleborus odorus), pecetea lui Solomon (Polygonatum odoratum) și câteva orhidee precum Dactylorhiza cordigera, Cephalantera longifolia și Neotia nidus-avis,

- 9130 păduri de fag (Fagus sylvatica) Asperulo-Fagetum. Habitatul include specii de mur fără spini (Rubus hirtus), alun (Corylus avellana), vinariță (Galium odoratum), breabăn (Cardamine bulbifera), brei de pădure (Mercurialis perennis), mărgica (Melica uniflora), iarbă albă de pădure (Luzula luzuloides),

- 91M0 păduri panonice-balcanice de cer (Quercus cerris) și gorun (Quercus petraea) și 91H0 păduri panonice de stejar pufos (Quercus pubescens). Habitatele includ specii de păducel (Crataegus monogyna), măceș (Rosa canina), salbă râioasă (Euonymus verrucosus), liliac (Syringa vulgaris), drob de munte (Chamaecytisus hirsutus), iarbă albastră de pădure (Poa nemoralis), păiuș cu frunze diverse (Festuca heterophylla), golomăț (Dactylis glomerata), drăgaică (Galium pseudoaristatum), agrimonia corcită (Aremonia agrimonoides), spânz verde (Helleborus odorus).

Floră din Balcanii de vest și Prebalcani
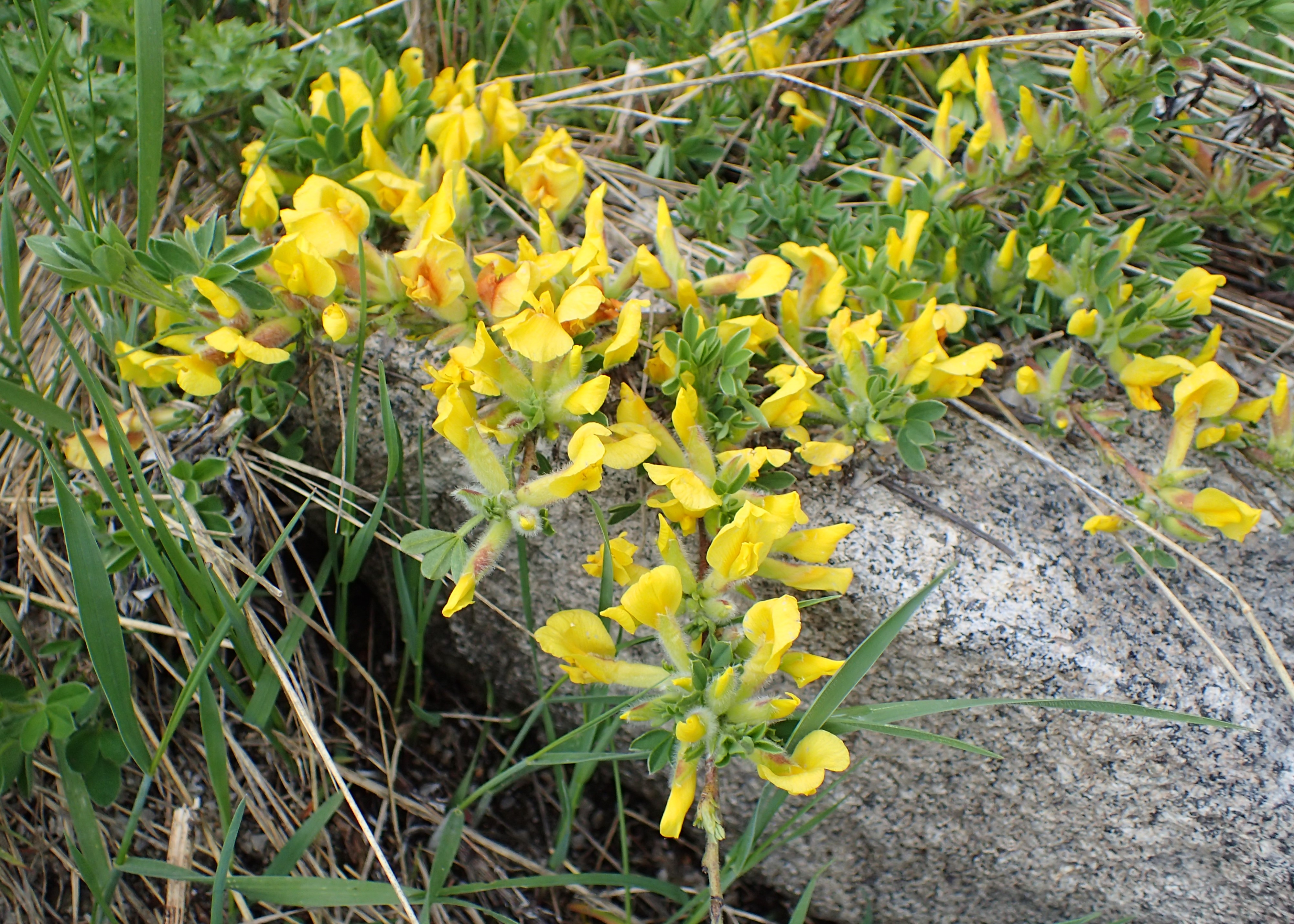
Drob de munte (Chamaecytisus hirsutus)
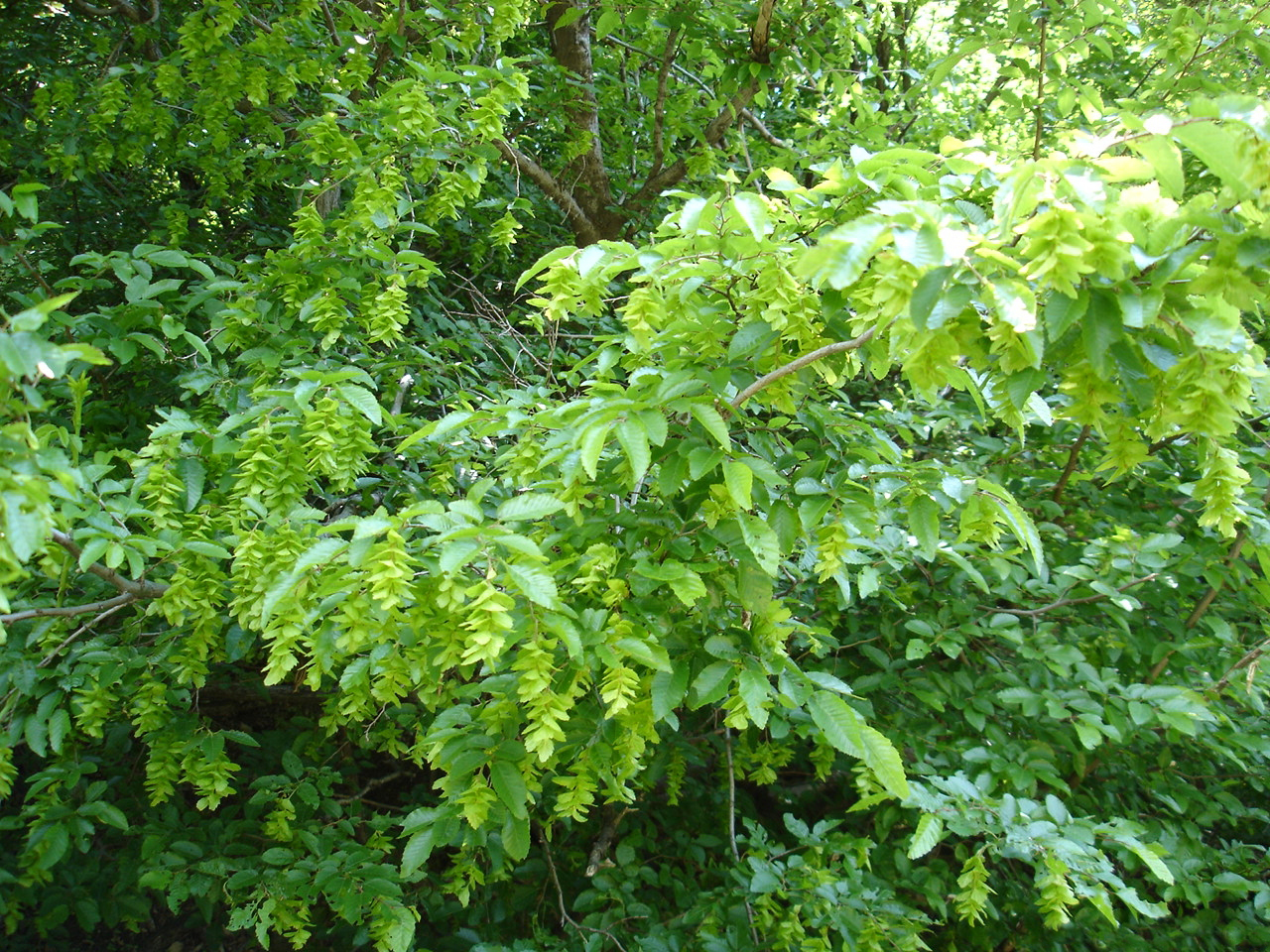
Cărpiniță (Carpinus orientalis)
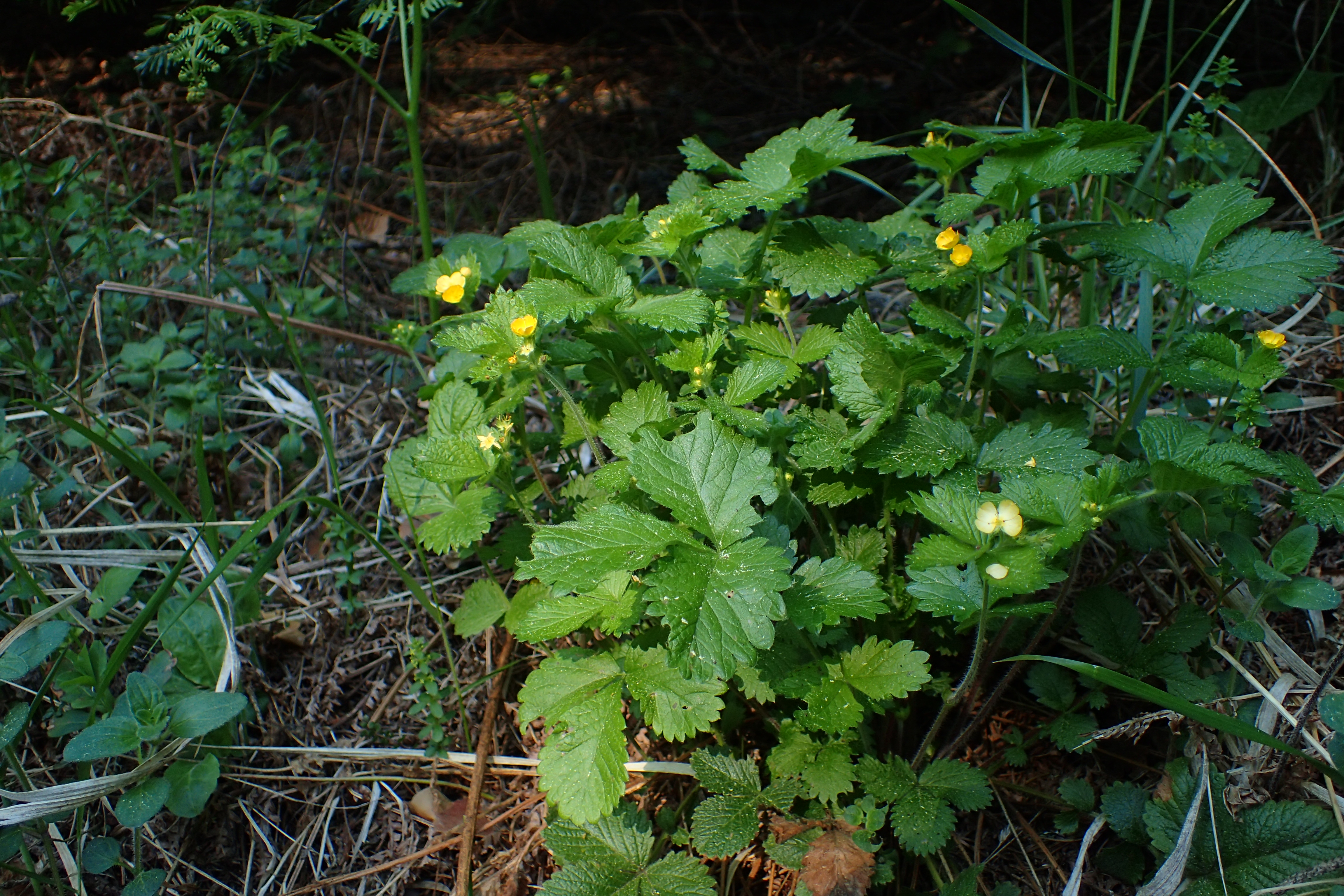
Agrimonia corcită (Aremonia agrimonoides)
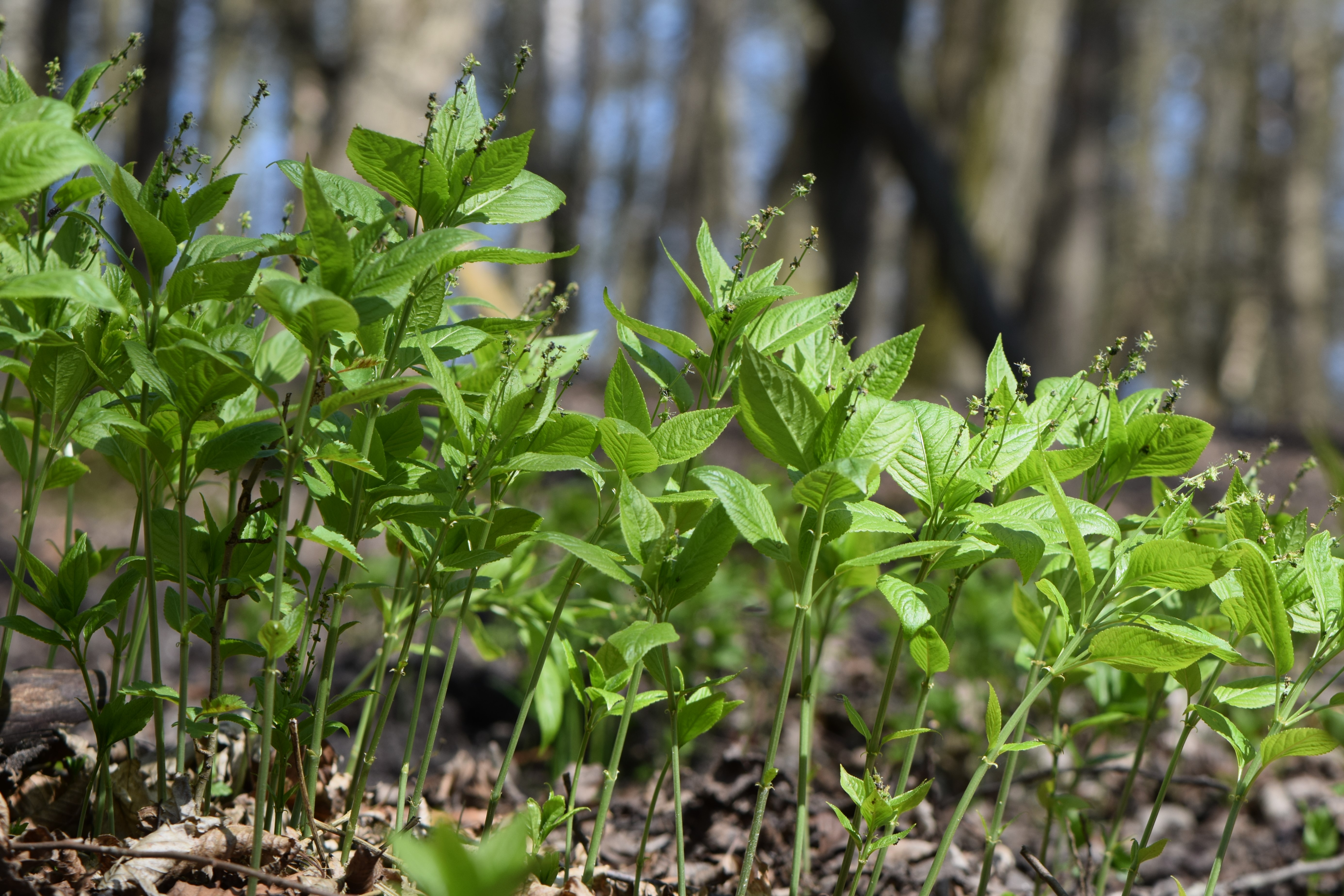
Brei de pădure (Mercurialis perennis)
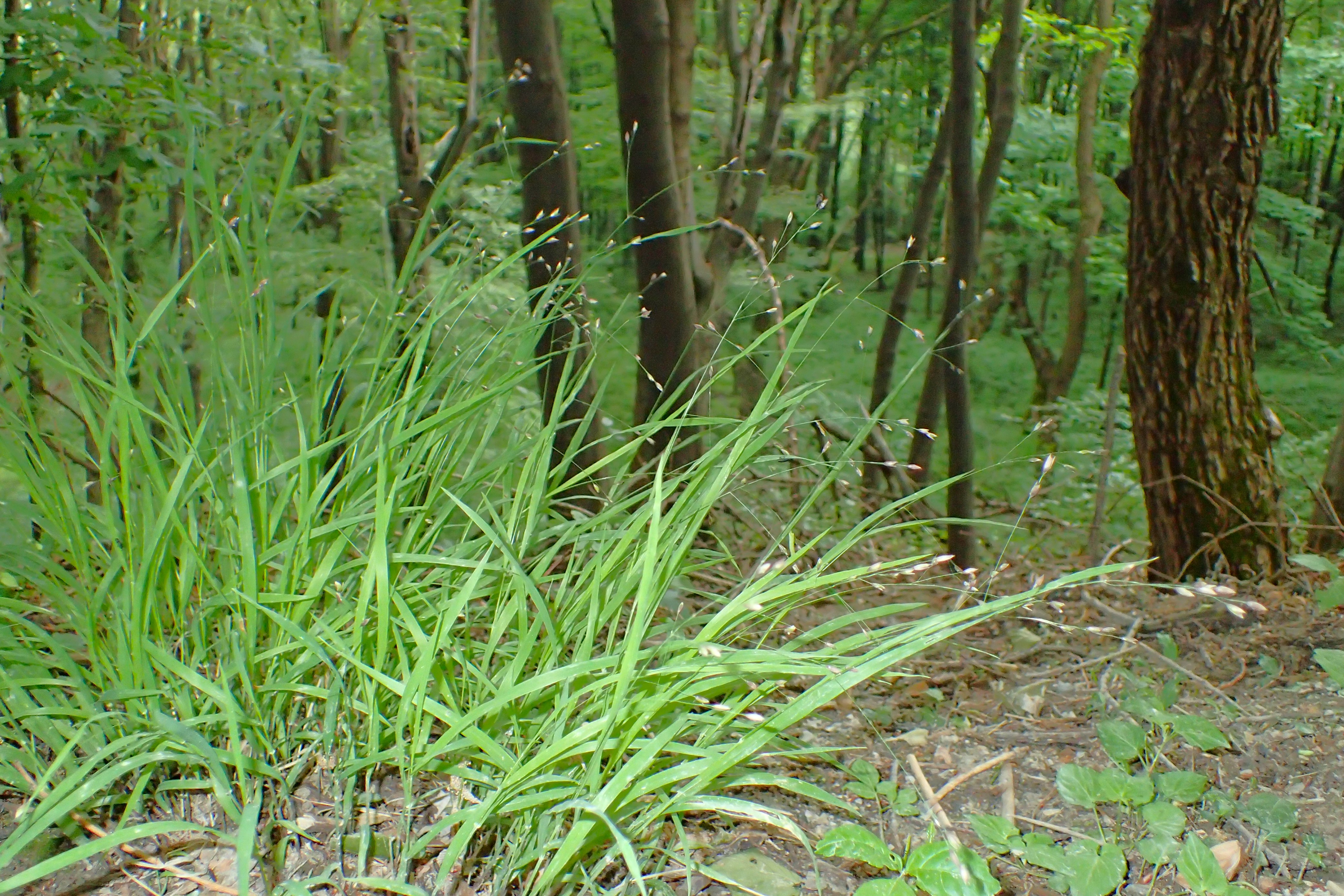
Mărgică
(Melica uniflora)

### Faună
Zona din Bulgaria a Balcanilor de vest a fost declarată în decembrie 2007 arie protejată (BG0002002 Zapaden Balkan) conform Directivei păsări a Uniunii Europene, găzduind 54 de specii de păsări printre care uliul cu picioare scurte (Accipiter brevipes), uliul porumbar (Accipiter gentilis), uliul păsărar (Accipiter nisus), minunița (Aegolius funereus), pescărașul albastru (Alcedo atthis), fâsa de câmp (Anthus campestris), ierunca (Bonasa bonasia), caprimulgul (Caprimulgus europaeus), prundașul gulerat mic (Charadrius dubius), dumbrăveanca (Coracias garrulus), cristelul de câmp (Crex crex), ortolanul (Emberiza hortulana), muscarul mic (Ficedula parva), becațina (Gallinago gallinago), găinușa de baltă (Gallinula chloropus), sfrânciocul roșiatic (Lanius collurio), ciocârlia de pădure (Lullula arborea), stârcul de noapte (Nycticorax nycticorax), silvia porumbacă (Sylvia nisoria), nagâțul (Vanellus vanellus).

Păsări din Balcanii de vest, Bulgaria
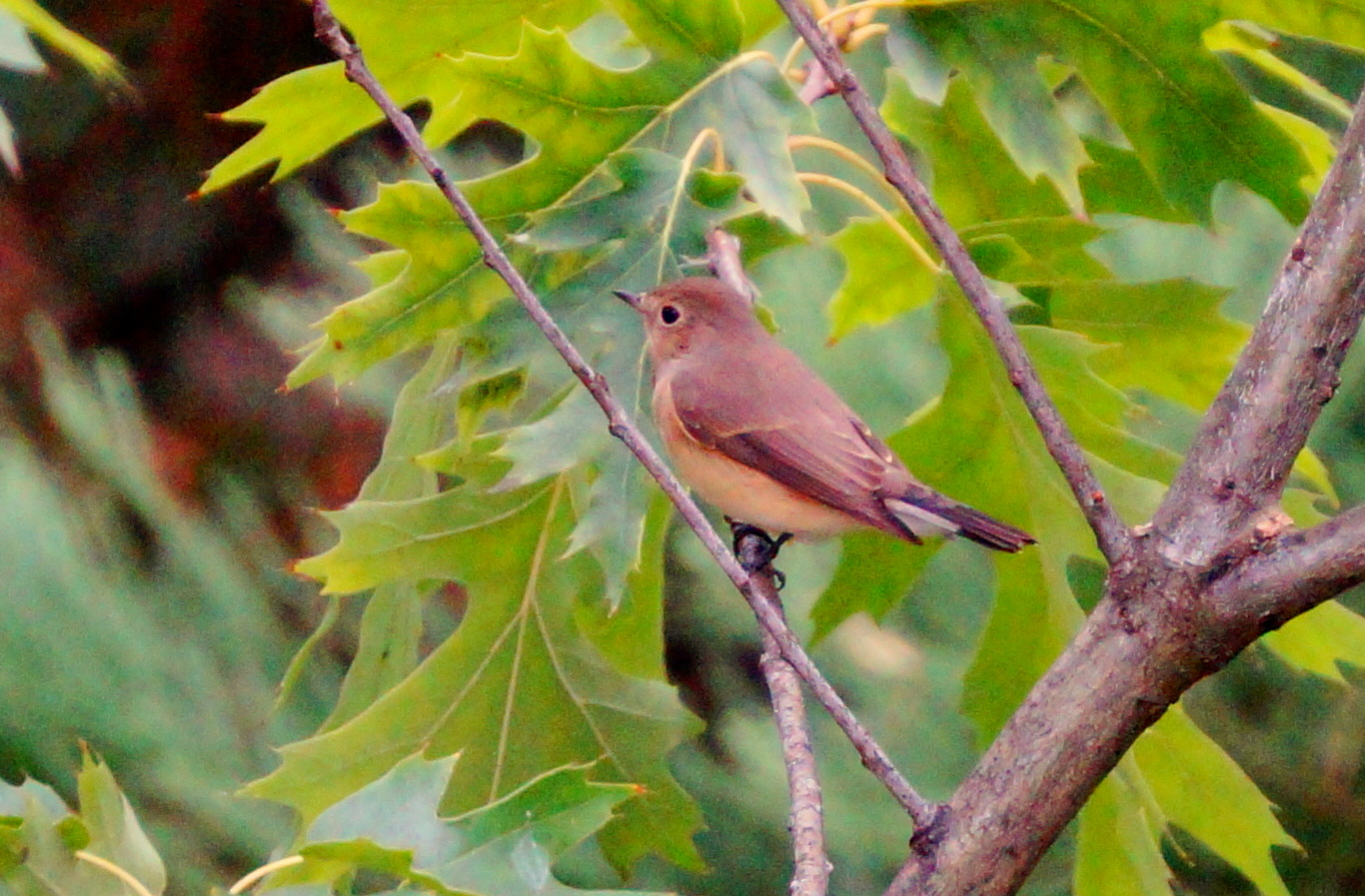
Muscar mic (Ficedula parva)
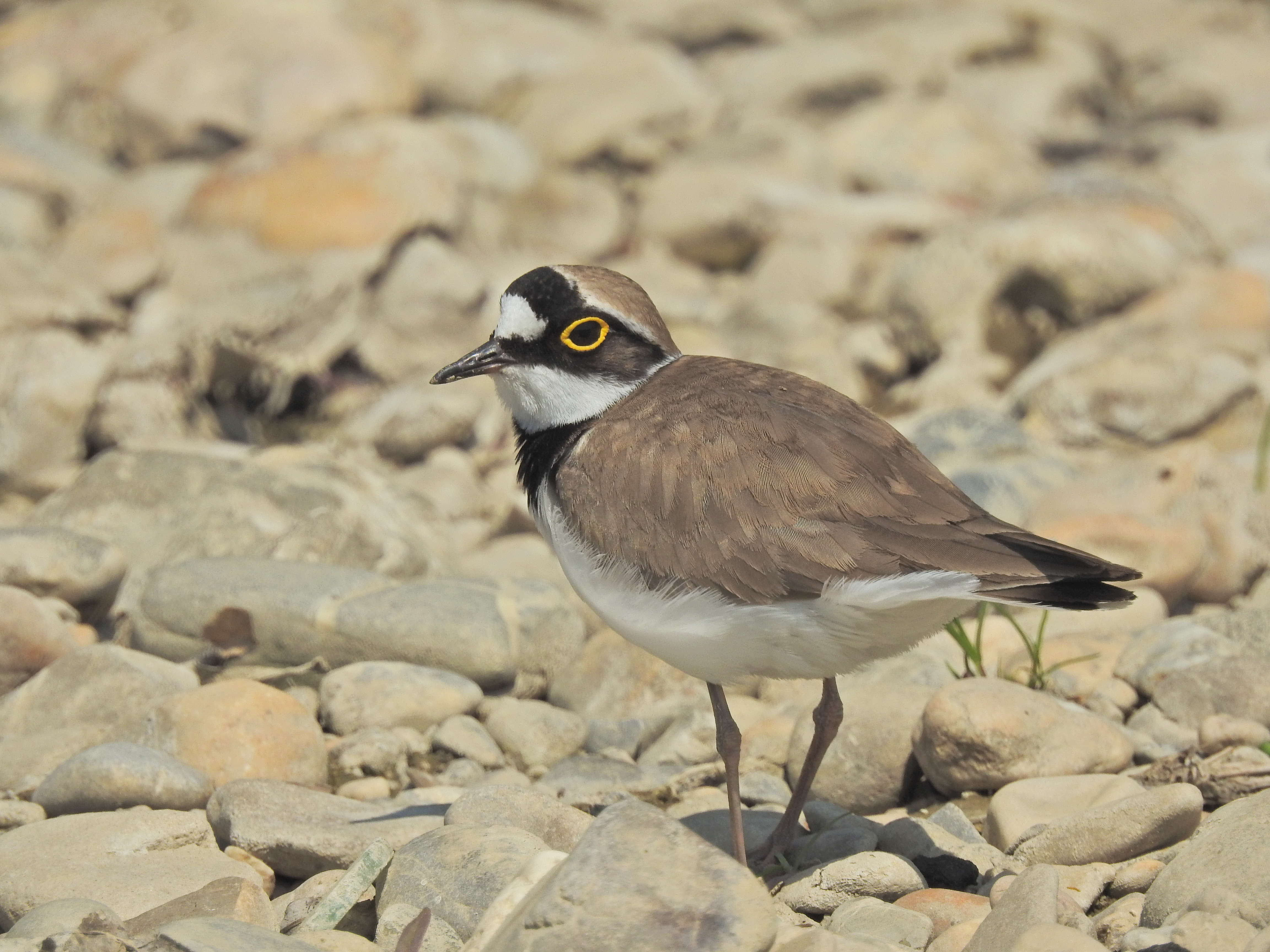
Prundaș gulerat mic (Charadrius dubius)
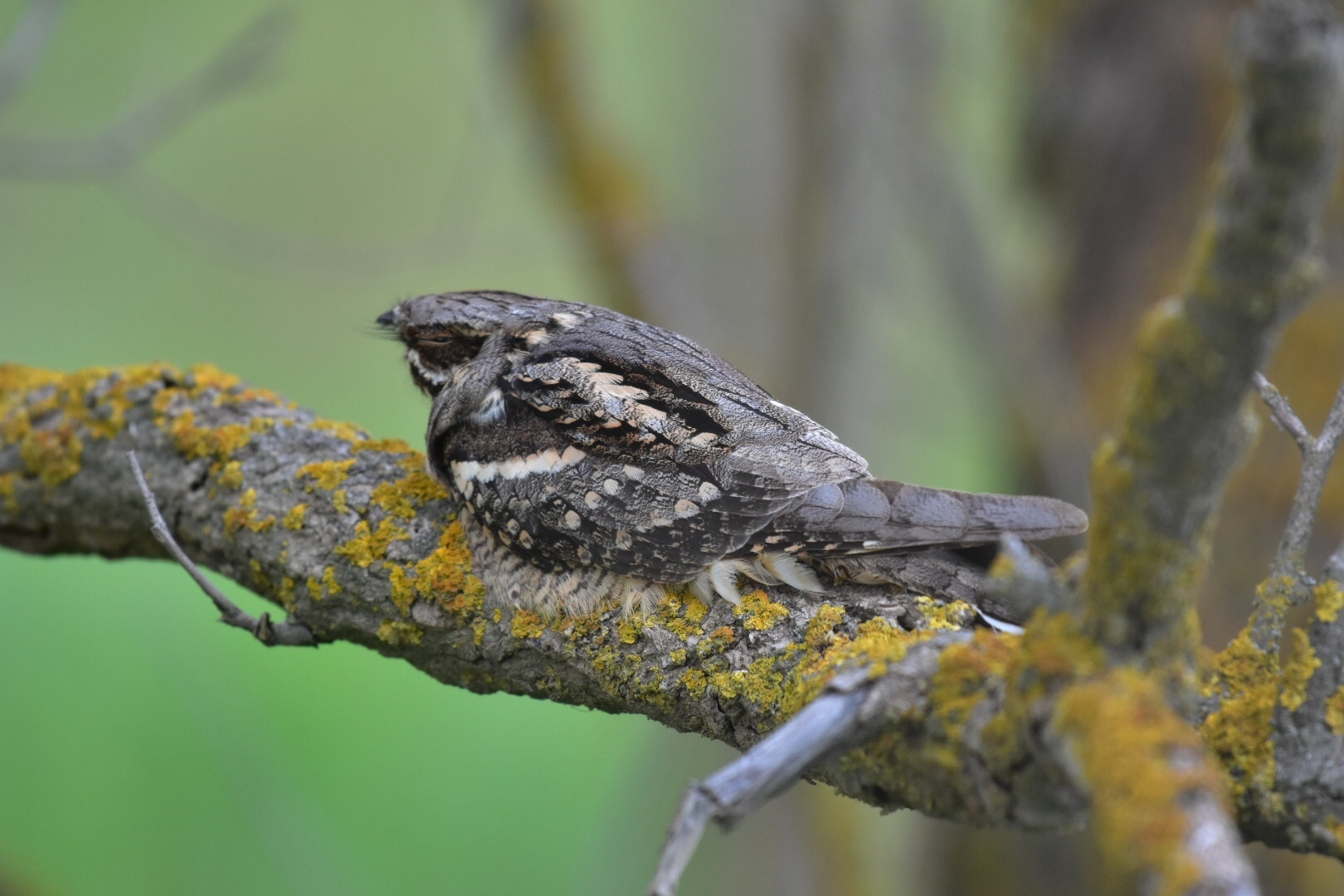
Caprimulg (Caprimulgus europaeus)
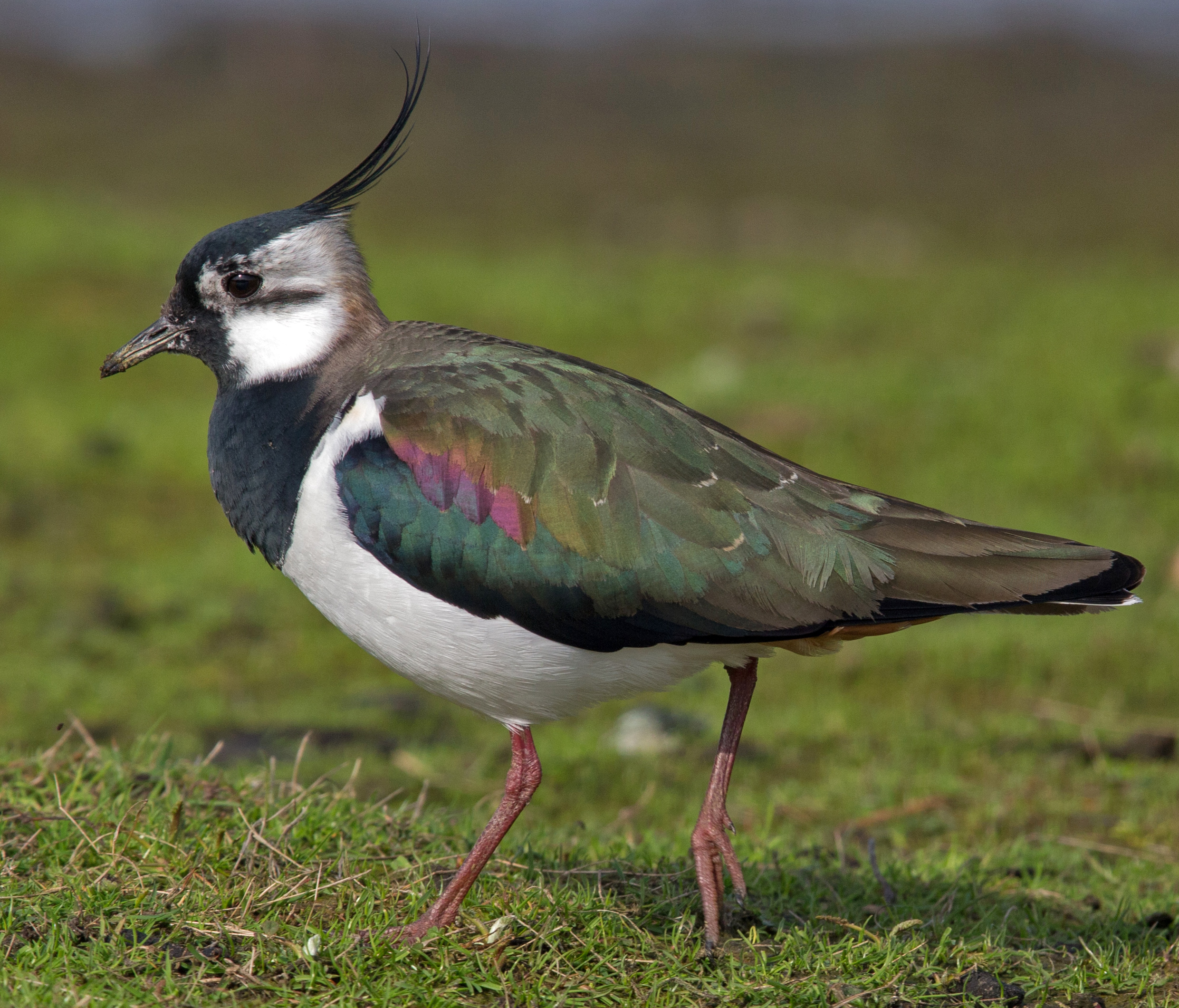
Nagâț (Vanellus vanellus)
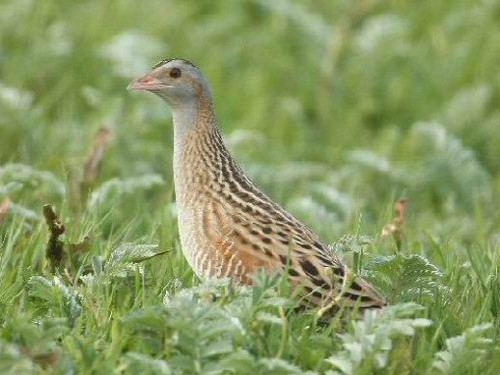
Cristel de câmp
(Crex crex)

Dintre mamifere, se regăsesc hamsterul românesc (Mesocricetus newtoni), dihorul pătat (Vormela peregusna) și mai multe specii de lilieci precum liliacul comun (Myotis myotis), liliacul cârn (Barbastella barbastellus), liliacul cu urechi mari (Myotis bechsteini), liliacul cu urechi de șoarece (Myotis blythii), liliacul cu picioare lungi (Myotis capaccinii), liliacul cărămiziu (Myotis emarginatus), liliacul lui Blasius (Rhinolophus blasii), liliacul mediteraneean cu potcoavă (Rhinolophus euryale), liliacul mare cu potcoavă (Rhinolophus ferrumequinum), liliacul mic cu potcoavă (Rhinolophus hipposideros), liliacul lui Méhely (Rhinolophus mehelyi), 

Faună din Balcanii de vest, Bulgaria
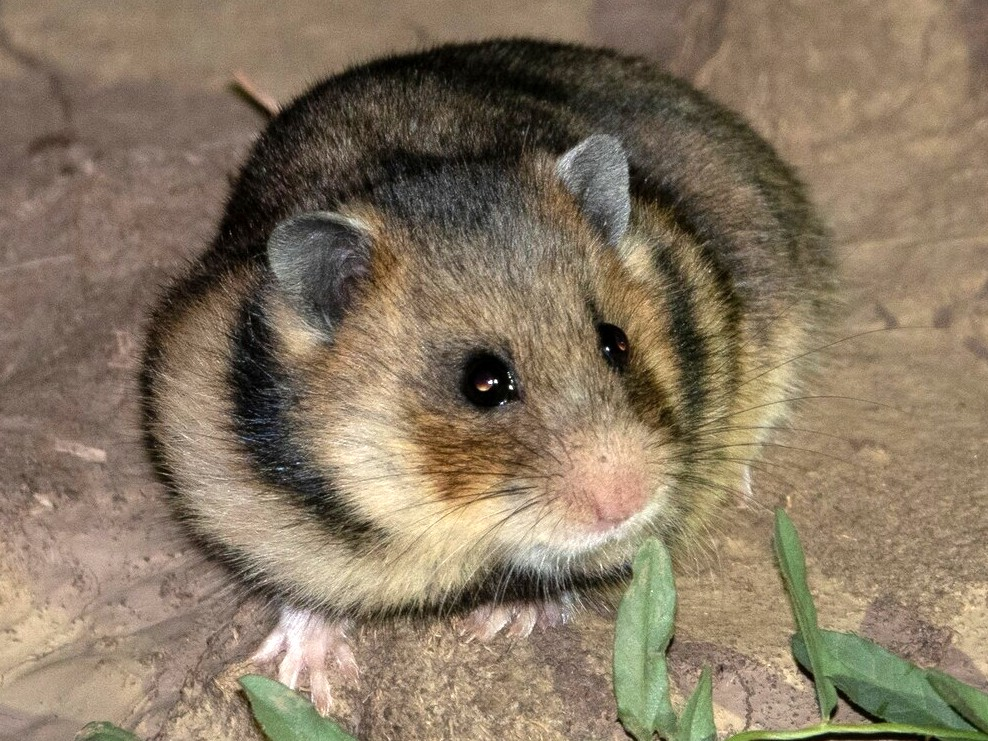
Hamster românesc (Mesocricetus newtoni)
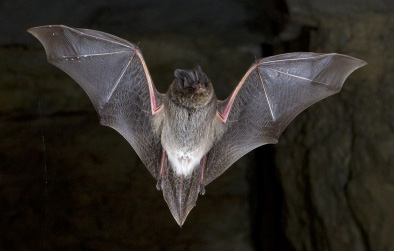
Liliac cârn (Barbastella barbastellus)
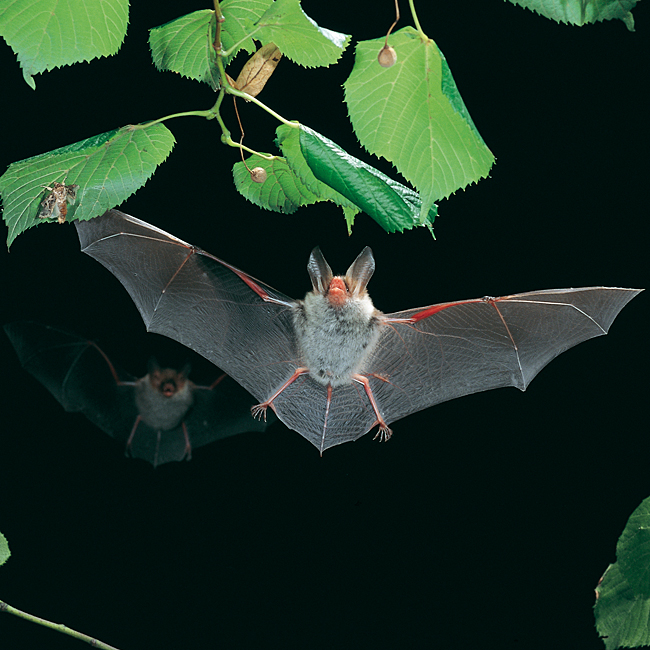
Liliac cu urechi mari (Myotis bechsteini)
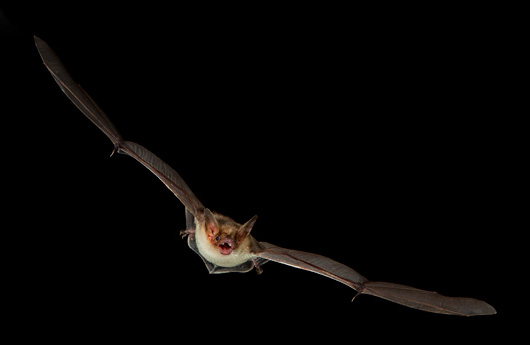
Liliac cu urechi de șoarece (Myotis blythii)
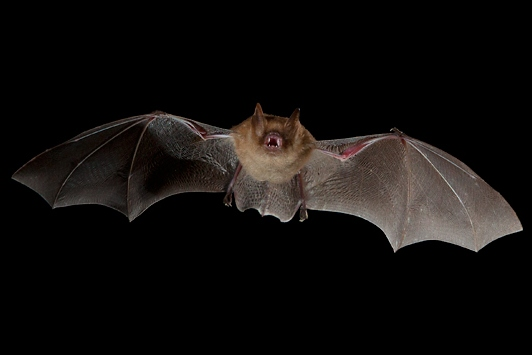
Liliac cărămiziu
(Myotis emarginatus)

## Prima ascensiune
Prima ascensiune înregistrată pe vârful Midžor a fost realizată în 1890 de Lujo Adamović, un botanist croat, care, călătorind prin Peninsula Balcanică și munții Apenini, a descris peste 20 de plante necunoscute până atunci.

## Turism
Abia după eliminarea restricțiilor de frontieră la începutul anilor 1990, vârful a devenit accesibil pentru turismul montan. Aproape cinci luni pe an, zonele înalte ale munților Balcani sunt acoperite de zăpadă. Pe partea sârbească, la vest de vârful Midzor, există un complex turistic destinat sporturilor de iarnă, format din stațiunile de schi Babin Zub și Jabučko Ravanište, cu numeroase pârtii dotate cu rețele de telegondolă și teleschi. În perioada de vară, se desfășoară activități de drumeție și mountain bike.

### Trasee turistice
Dinspre partea sârbească, există două trasee pentru escaladarea vârfului Midžor:
- Hotel Babin Zub - Midžor (distanță: 7 km, diferență de nivel: 610 m, durată dus-întors: 3h15'). Cel mai scurt traseu către vârful Midžor începe de la cabana de munte Babin Zub (1.570 m) și durează până la 2 ore și 30 de minute până în vârf. La vârful Babin Zub se ajunge urmând o secțiune de drum lungă și accidentată, apoi se continuă către est urmând creasta. Un drum distinct, potrivit pentru mountain bike, conduce în jurul laturii de nord a Žarkova čuka (1.848 m), continuă în direcția nord-est, virând apoi spre est, către Prilepski vrh (1.906 m) și Tupanar (1.955 m), înainte de a vira spre sud-est, urmând creasta principală Midžor până pe vârf.
- Satul Topli Do - Midžor via Cićeina Čuka (distanță: 10 km, diferență de nivel: 1.440 m, durată dus-întors: 6h). Traseul începe în satul Topli Do și urmează un drum care se desfășoară spre est, pe partea de nord a râului Javorska. După o distanță scurtă începe ascensiunea, iar traseul virează spre nord, spre dealul Cićeina Čuka, înainte de a urca abrupt pintenul Dugobilo. De pe creastă se urmează o potecă veche care merge de la est la vest paralel cu creasta principală Midžor. Există două variante, prima este de a urca abrupt și direct către o a doua potecă, mai largă, de pe creasta principală, care duce spre vest până la vârf. A doua variantă este să se urmeze prima potecă spre vest, pe sub vârf, urcând treptat, iar apoi, odată ajunși la vest de vârf, se urcă pe pante acoperite cu iarbă până la a doua potecă mai largă care duce până pe vârf.

Și dinspre partea bulgară există două trasee principale către vârful Midjur:
- Satul Ciuprene - Midjur. Din satul Ciuprene sunt posibile două variante. Cu un vehicul de teren înalt, se poate ajunge de-a lungul unui drum de pământ de 17 km până la cabana Gorski rai (în bulgară Горски рай, 1.450 m). Pe jos, este mai convenabil să se urmeze traseul de-a lungul râului Manastirka și apoi una dintre cele două rute ecologice, „Bekinska” sau „Martinov” (în bulgară „Бекинска шобърка“ или „Мартинов камък“, transliterat: „Bekinska șobărka“ ili „Martinov kamăk“). De aici, distanța până la cabana Gorski rai este de puțin peste 9 km. De la cabană, există o potecă marcată care, trecând prin Rezervația Biosferei Ciuprene, duce la șaua dintre vârful Repleanska țărkva (în bulgară Реплянска църква, 1.969 m) și vârful Ostra ciuka (în bulgară Остра чука, 1.967 m). De aici, traseul se îndreaptă spre sud-est, trecând peste vârfurile Ostra ciuka și Oba (în bulgară Оба, 2.033 m) se ajunge la șaua de sub care izvorăsc râurile Lom și Timoc, la marcajul de graniță 336 (1.780 m). Urmează o ascensiune de-a lungul versantului de nord-vest al vârfului Midjur, la care se ajunge în aproximativ o oră. Drumul de la cabana Gorski rai durează în medie 4,30 ore și este mai lung decât cel care pornește din satul Gorni Lom, dar mai ușor.

- Cabana Midjur - Midjur. La 8 km de Gorni Lom se află cabana Midjur, la care se ajunge pe un drum din care 7 km sunt asfaltați, iar 1 km este pietruit. De la cabană, drumul pietruit continuă spre zona Kozea gărbina (în bulgară Козя гърбина), de unde începe traseul spre vârful Midjur. După vreo 2-3 ore de urcare abruptă se ajunge la șaua dintre vârfurile Oba și Midjur, pe care se află marcajul de graniță 336. Aici traseul se contopește cu traseul dinspre satul Ciuprene. În 2015 a fost realizat un drum de pământ care duce până la marcajul de frontieră, accesibil pentru vehiculele de teren. Această variantă este mai scurtă, dar mai abruptă.

Ca trasee alternative, se poate ajunge pe vârf din satele Martinovo și Repliana (în bulgară Мартиново и Репляна) dinspre partea bulgară, precum și din satele Aldina reka, Țrni vrh și Ravno buce (în sârbă Алдина река, Църни връх и Равно буче) dinspre partea sârbească.

### Cabane montane
În zona vestică a munților Stara Planina, unitățile de cazare cele mai apropiate de vârful Midžor/Midjur sunt:
- în Serbia:
  - Cabana Midžor (în sârbă Planinarski Dom Midžor). Este situată la o altitudine de 1.580 de metri, sub vârful montan Babin Zub. Deține 14 camere cu 65 de paturi,
  - Hotel Stara Planina Resort. Hotel de 4 stele situat în Parcul natural Stara Planina, la o altitudine de 1.460 de metri. Deține 146 de camere de două, trei sau patru locuri,
  - Hotel Babin Zub. Hotel de 2 stele situat pe Crni vrh, la o altitudine de 1.577 de metri, la 8 kilometri de cel mai înalt vârf din Stara Planina, Midžor. Deține 21 camere cu 60 de paturi.

- în Bulgaria:
  - Cabana Midjur (în bulgară Хижа Миджур, transliterat: Hija Midjur). Situată în vestul munților Stara Planina, la poalele vârfului Midjur, la o altitudine de 840 de metri, la 8 km de satul Gorni Lom. Capacitate: 16 locuri,
  - Hotel Kiprovets. Hotel de 2 stele situat în Ciprovți. Deține 13 camere cu 26 de paturi,
  - Hotel-tavernă "Casa Pavlova" (în bulgară Хотел-механа Павлова къща, transliterat: Hotel-mehana Pavlova kășta). Pensiune situată în centrul orașului Ciprovți. Deține 3 camere cu 6 paturi,
  - Casa de oaspeți Daianița (în bulgară Къща за гости Даяница, transliterat: Kășta za gosti Daianița). Casă de vacanță situată la poalele munților Kopren, la 5 kilometri de Ciprovți. Deține 7 camere cu 18 paturi.

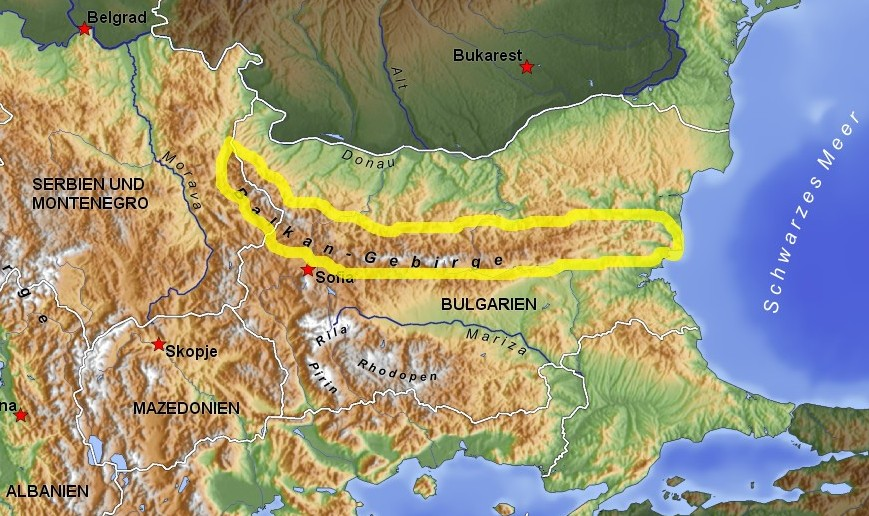
Munții Balcani
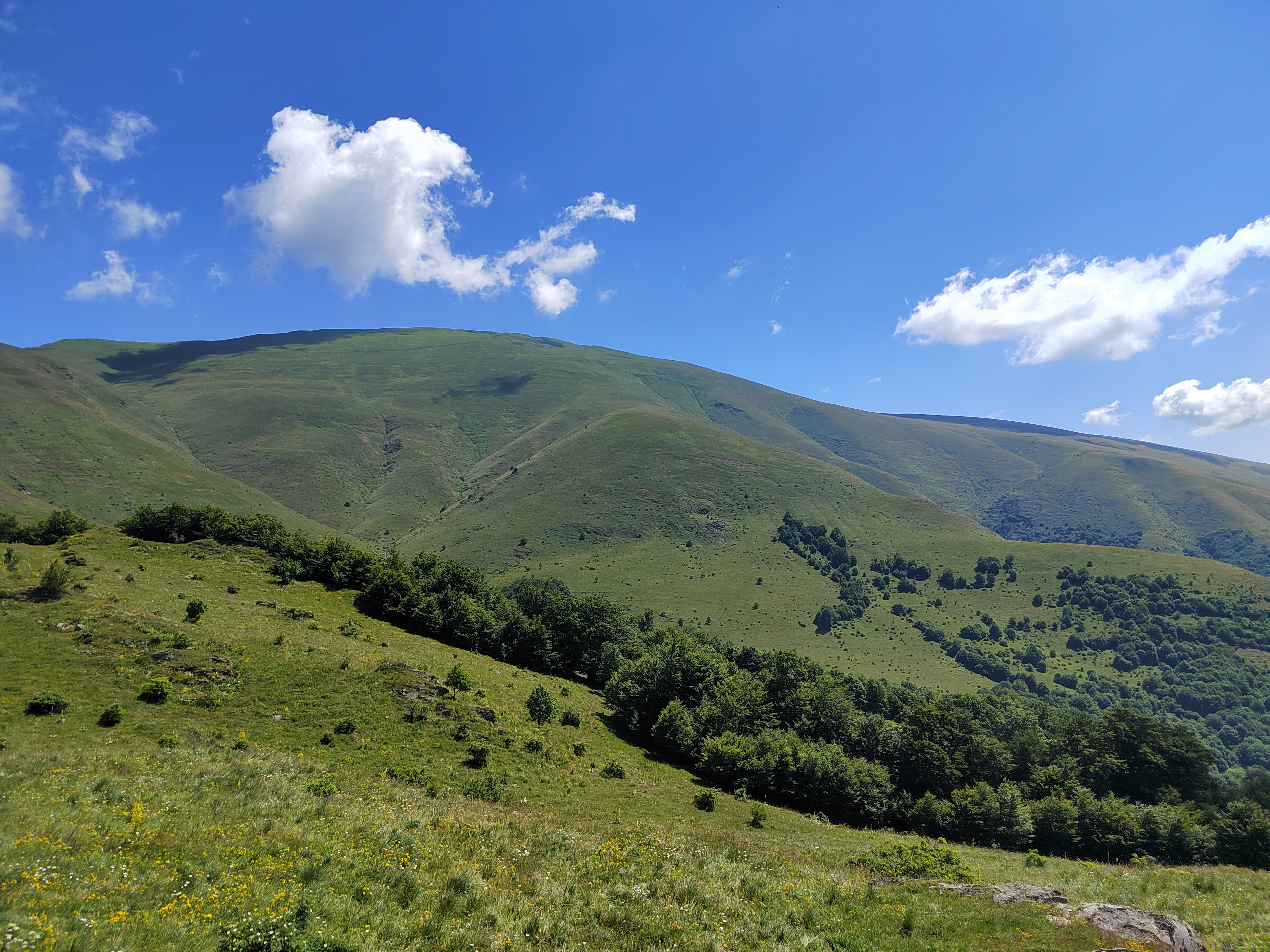
Vârful Midžor/Midjur
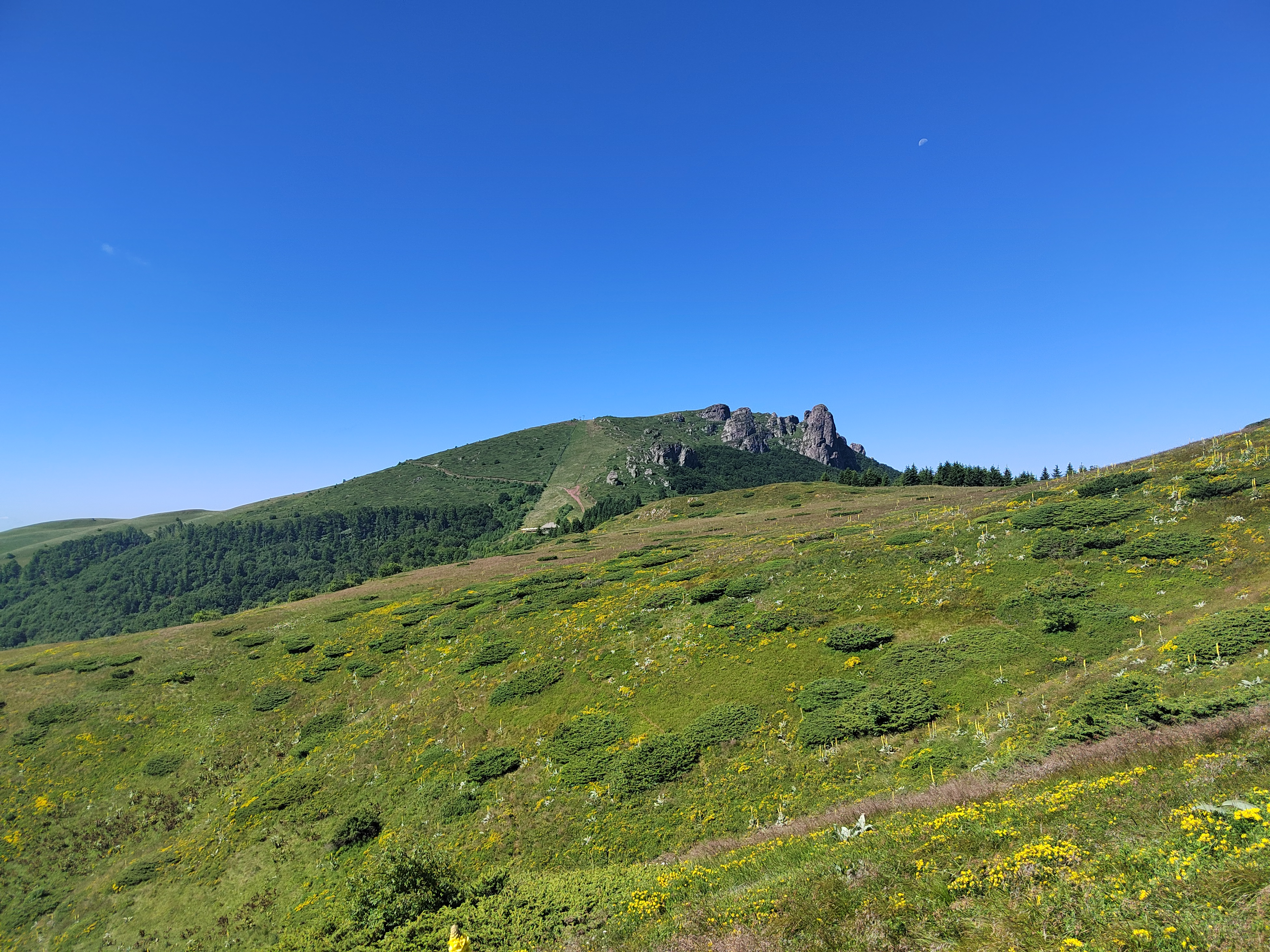
Vârful Babin Zub
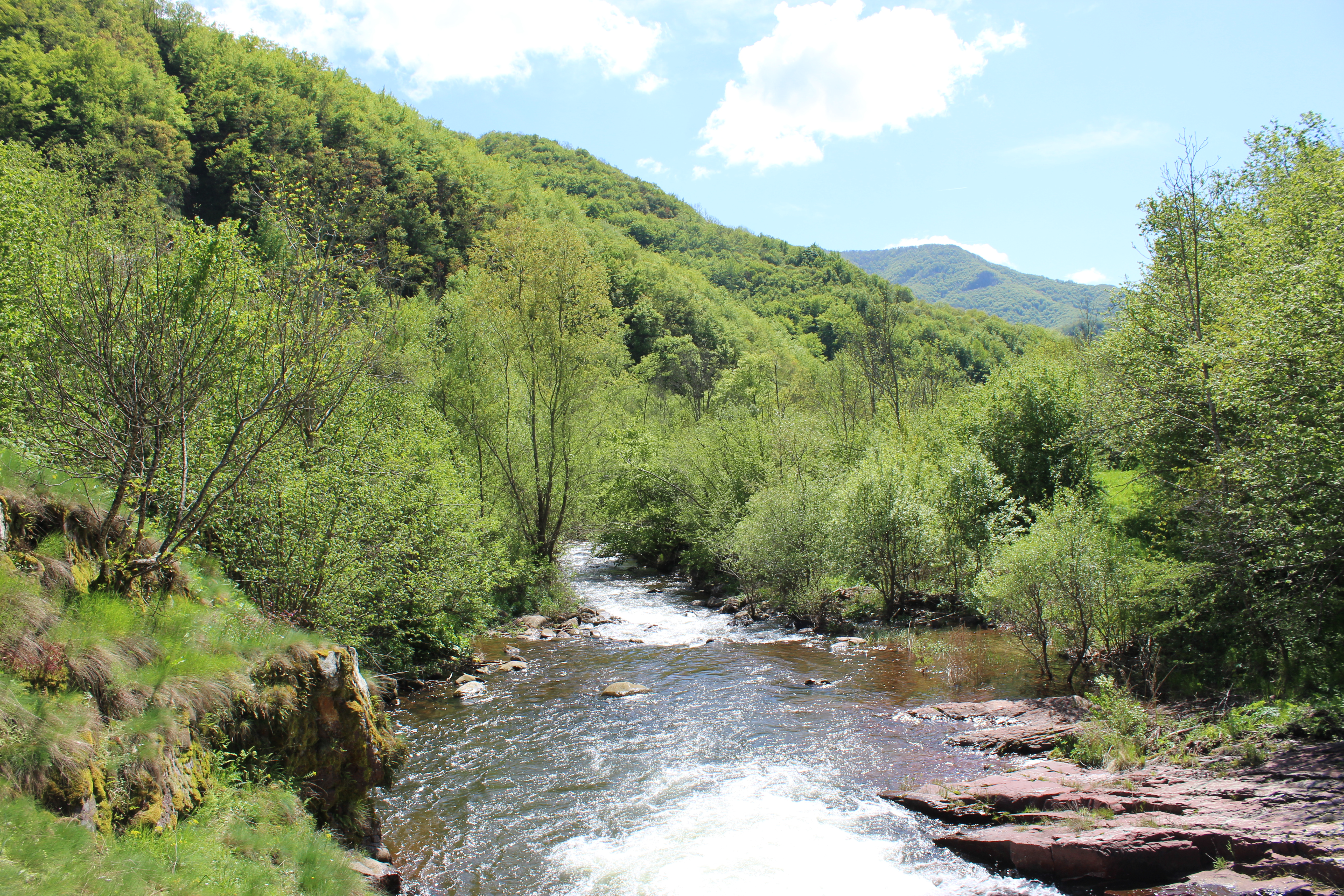
Albia râului Javorska în amonte de Toplo dol
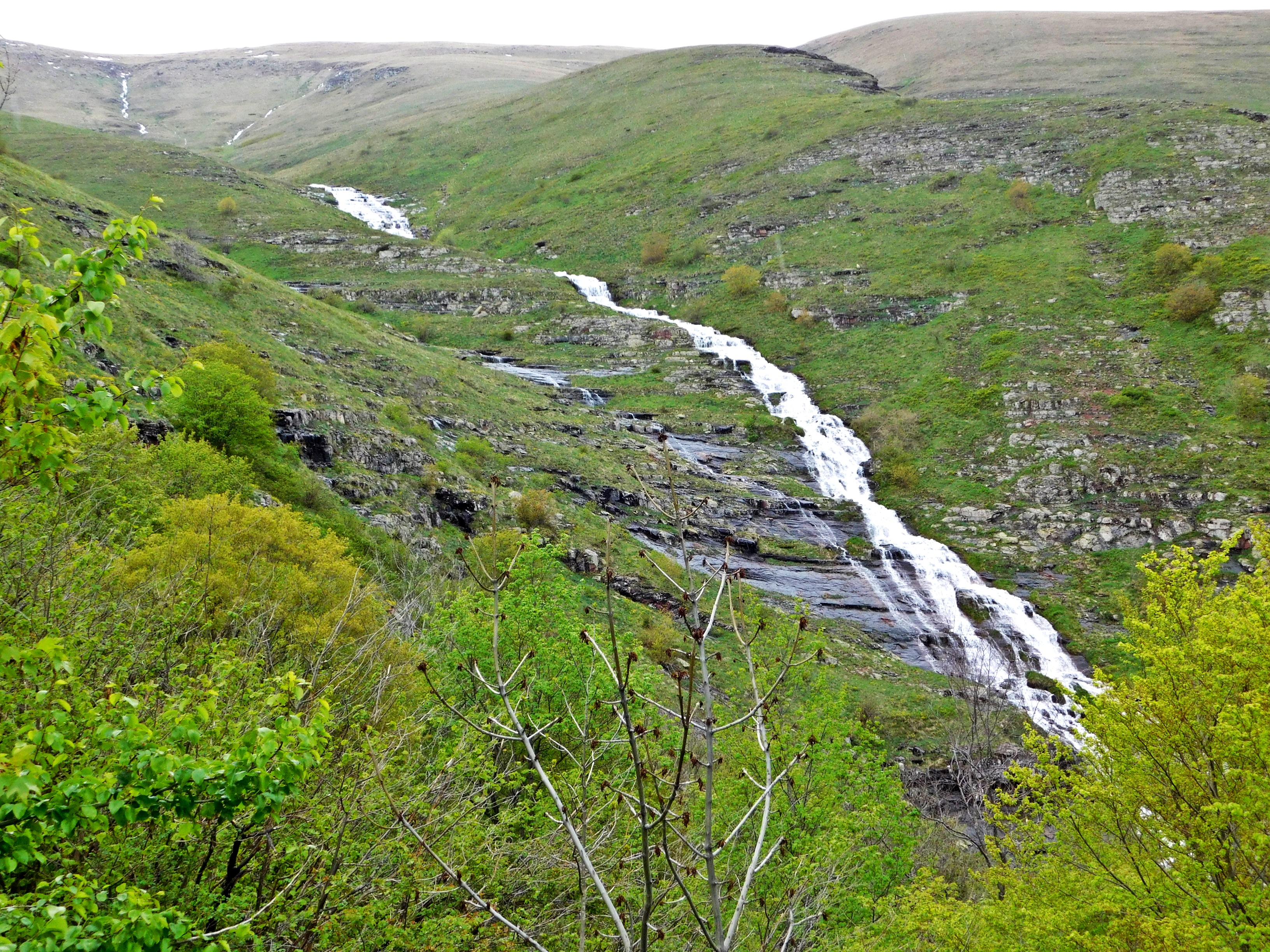
Cascada Kaludjerski, cea mai înaltă cascadă din Serbia
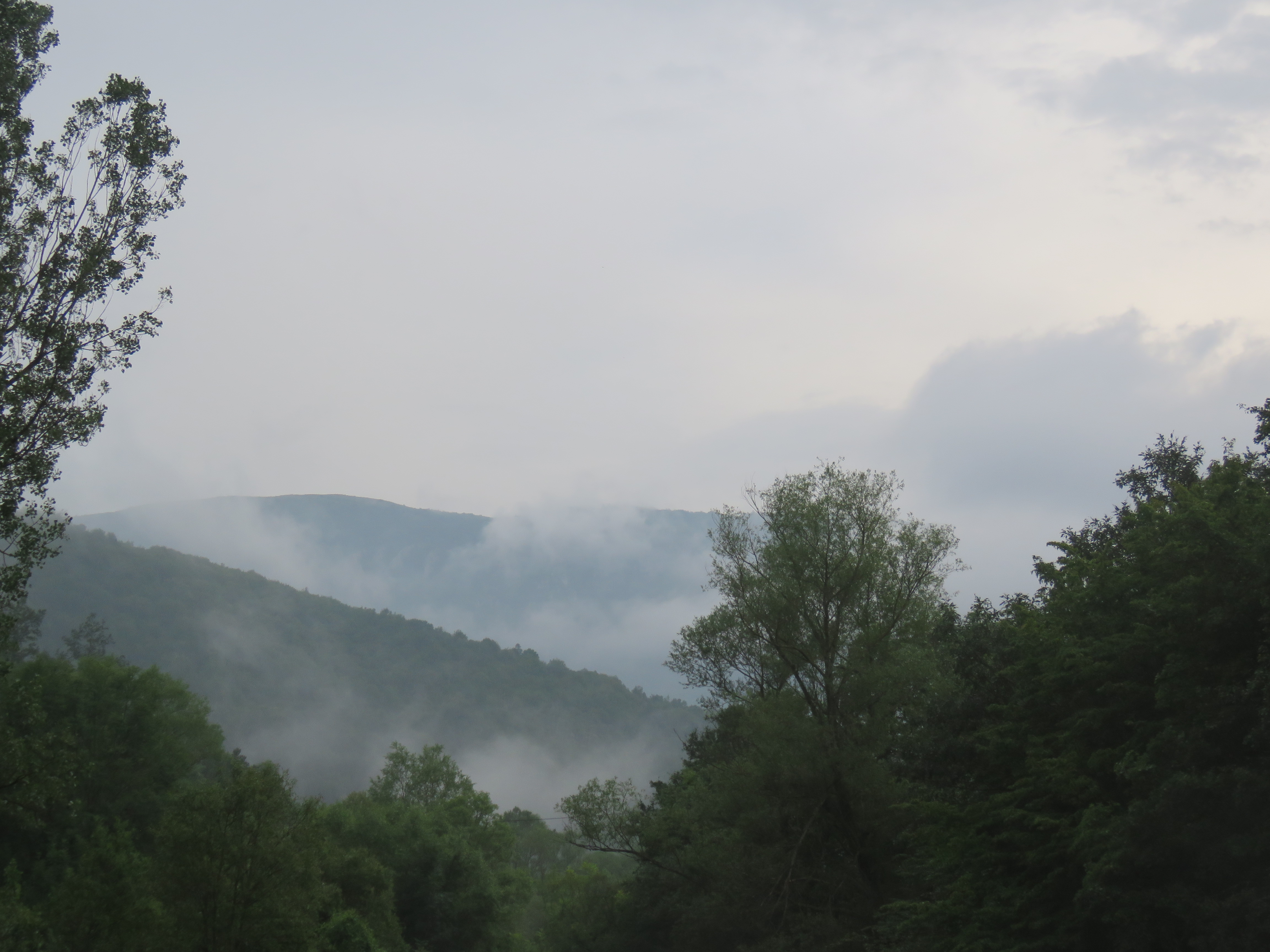
Stara planina, Serbia